# Балканско ратиште (Први свјетски рат)
Балканско ратиште у Првом свјетском рату (28. јул 1914 — 29. септембар 1918) једно је од ратишта Првог свјетског рата, које се налазило на Балканском полуострву.
На Балканском фронту ратовале су српска, црногорска, грчка, француска, британска, италијанска и руска војска (Антанта) против аустроугарске, њемачке, османске и бугарске војске (Централне силе).
Активна маневарска борбена дејства на Балкану у основи одвијала су се током неколико кампања: српска кампања (јул 1915 — новембар 1915), солунска кампања (новембар 1915 — септембар 1918) и румунска кампања (август 1916 — децембар 1917).
Балкански фронт је захватао огромне територије Балканског полуострва. Борбе су вођене на територији Србије, Црне Горе, Грчке, Албаније, Бугарске и Румуније.
Борбена дејства на Балкану почела су борбеним дејствима аустроугарске војске против српских и црногорских трупа. Кампања 1914. била је неуспјешна за аустроугарску војску, која није успјела да сломи отпор српске војске и изврши постављене задатке. До краја 1914. успостављен је позициони фронт на Балкану. Аустроугарско-њемачка команда је у јесен 1915. створила ударну групу на Балканском фронту и кренула у офанзиву на ослабљену српску војску. На страну Аустроугарске и Њемачке у рат је ушла Бугарска, која је са истока покренула офанзиву на Србију. Међутим у то вријеме у грчком граду Солуну је изведен десант Антанте сачињен од британско-француских трупа, српске трупа су се повукле преко Албаније, а затим су евакуисане на острво Крф. Српске трупе су се тада придружиле савезничким снагама у Солуну. Србија и Црна Гора су биле потпуно окупиране. Црна Гора се повукла из рата. На Балкану је образован нови фронт — Солунски. У августу 1916. Румунија је стала на страну Антанте, али је румунска војска поражена од аустроугарско-њемачко-бугарских трупа, а скоро цијела територија земље је окупирана. До септембра 1918. није било активних дејстава на Солунском фронту. У септембру 1918. трупе Антанте — британске, српске, француске и грчке (Грчка је ушла у рат на страни Антанте 1917. године) — нанијеле су бугарским трупама одлучујући пораз током велике офанзиве. Бугарске је 29. септембра закључила примирје са силама Антанте, чиме је Први свјетски рат на Балканском ратишту окончан.

## Предисторија

### Позадина Првог свјетског рата на Балкану
Балкан је неријетко био „буре барута” Европе. У 15. вијеку, Балканско полуострво је заузело и у свој састав укључило Османско царство. Балкански народи били су под османском влашћу дуги низ вијекова. Заједнички непријатељ — Турци — окупио је покорене народе. Често су у европском посједима Османског царства избијали национално-ослободилачки устанци.
До средине 19. вијека на Балкану почиње образовање независних држава — Србија, Грчка, Румунија и Бугарска. Након што су балканске земље успјеле да остваре аутономију и независност, промијенио се заједнички непријатељ младих балканских земаља. Аустроугарска, која је жељела да успостави хегемонију на Балкану, била је опасна за младе, крхке државе.
Њихови жељу да обезбједе своју независност подржала је Русија, под чијим окриљем је основан Балкански одбрамбени савез насупрот Аустроугарској. Укључујући Бугарску, Грчку, Србију и Црну Гору. Међутим, Балкански савез је почео да се сукобљава са Османским царством, у којој су живјели многи Срби, Бугари и Грци. Балкански савез је настојао да коначно „протјера” Османско царство са Балканског полуострва.
Осим тога, балканске земље су се надале да ће проширити своје територије на рачун ослабљеног Османског царства. Бугарска је настојала да у свој састав укључи цијело источно Балканско полуострво. Србија је жељела да добије излаз на Јадранско море, припоји Македонију и Албанију. Црна Гора је настојала да заузме главне османске луке на Јадрану и Новопазарски санџак. Грчка је такође настојала да прошири границе.
Ове противрјечности су резултовале Првим балканским ратом, у којем је Балкански савез нанио одлучујући пораз Османском царству. Сви османски посједи у Европи, осим Истанбула и околине, дошли су под контролу Балканског савеза.
Међутим, међу земљама Савеза дошло је до сукоба око судбине ослобођених територија. Дакле, Србија и Бугарска су истовремено претендовале на Македонију, Грчка и Бугарска су се спориле око Тракије, док је Румунија постављала територијалне претензије ка Бугарској. Ове противрјечности између земаља побједница брзо су прерасле у Други балкански рат, у коме су се Бугарској супротставиле Србија, Грчка, Црна Гора, а затим Румунија и Османско царство, нанијевши јој брз пораз. Као резултат Другог балканског рата, Македонија је подијељена између Грчке и Србије, Османско царство је вратило мали дио европских посједа, а Румунија је заузела јужну Добруџу.
Анексиона криза се одиграла од 1908. до 1909. године. Током ње, Аустроугарска, која је покушавала да успостави хегемонију на Балкану, уз подршку Њемачке, прво је окупирала, потом анектирала Босну и Херцеговину. На Босну је претендовала и Србија, која је настојала да доспије до Јадранског мора и обухвати земље насељене Србима (у Босни је живио велики број Срба). Осим тога, политичари у Београду страховали су да ће послије Босне, Аустроугарска настојати анектирати и саму Србију.
Ипак, Аустроугарска је успјела да постигне међународно признање законитости анексије Босне. Русија, оставши усамљена насупрот ратоборном Аустроугарском и Њемачком, била је принуђена да призна законитост аустроугарске анексије, а то је морала да призна и Србија. Огорчење због дипломатског пораза наставило је да тиња још дуго и у Београду и Санкт Петербургу. Срби се нису мирили са чињеницом анексије и у Србији су се почеле јављати организације које су за циљ поставиле „поновно уједињење” Босне са Србијом.
У исто вријеме, Аустроугарска је страховала од губитка Војводине, Босне и других територија у којима је живио велики број Срба. У Србији су, послије два успјешна балканска рата, ојачале позиције радикала. Поред тога, радикални официри из организације „Црна рука” су заправо преузели власт у земљи. Србија је подржавала тајне организације које су дјеловале на територији Аустроугарске, дестабилизујући прилике у њеним јужнословенским крајевима. Поред тога, упркос тешкој међународној ситуацији, српске трупе су 1913. ушле на територију Албаније. Током Албанске кризе, Србија је под притиском међународне заједнице повукла своје трупе. Усљед ових агресивних поступака српског руководства, Аустроугарска је добила повод да објави рат Србији.
Тако је повод за почетак рата било супарништво Србије и Аустроугарске за право контроле над свим јужнословенским земљама.

### Сарајевски атентат
Србија се није помирила са аустроугарском анексијом Босне. У Србији су почеле да се јављају тајне националистичке организације које су постављале задатак да Босну, у којој је живио велики број Срба, ослободе од „аустријске власти”. Најмоћнија и најбројнија од свих организација била је „Црна рука”. На територији Босне дјеловала је организација „Млада Босна”, која је поставила задатак уједињења Босне са Србијом.
Крајем јуна 1914. аустроугарски пријестолонасљедник надвојвода Франц Фердинанд, заједно са супругом Софијом, стигао је у Сарајево, како би извршио смотру војних маневара и отворио музеј. Фердинанд се сматрао присталицом тријализма, идеје о преображењу Двојне монархије у тројну аустро-угарско-словенску монархију. Трећа словенска круна представљала би озбиљну пријетњу Србији. „Млада Босна” је поставила себи за циљ убиство Франца Фердинанда приликом његове посјете Сарајеву. Убиство је планирало шест завјереника.
Франц Фердинанда је 28. јуна 1914. возом стигао у Сарајево на позив земаљског поглавара Босне и Херцеговине Оскара Поћорека. Потом је колона од шест аутомобила кренула ка центру града. Овдје је један од завјереника, Недељко Чабриновић, бацио бомбу на Фердинандову колону, али је промашио. Чабриновића је ухватила полиција. Чинило се да је покушај пропао. Затим, након што је Фердинанд прочитао говор у градској вијећници, изразио је жељу да оду у болницу ради посјете рањеницима у неуспјешном покушају атентата. Међутим, Фердинандов возач је кренуо погрешним путем, што му је објашњено и почео је полако да окреће аутомобил. У то вријеме један од завјереника, Гаврило Принцип, уочио је аутомобил са Францом и Софијом. Отрчао је до аутомобила и пуцао из пиштоља: прво у Франца Фердинанда, па у Софију Хотек, а затим и у себе. Принципа је гомила људи ухватила и жестоко претукла (касније је морала да му се ампутира рука).
Одмах након убиства Фердинанда, у Сарајеву је почео антисрпски погром. Свих шест завјереника је ухапшено. Један од завјереника је током испитивања изјавио да је оружје за атентат обезбиједила српска влада. То је аустроугарским властима дало повода да оптуже Србију да помаже и подржава терористе.

### Јулска криза
Аустроугарска је још 1913. покушала да покрене рат против Србије како би елиминисали главног противника аустроугарске доминације на Балкану, али није било довољно основа за покретање рата. Аустроугарска влада је послије убиства Франца Фердинанда имала такве основе. Дан послије атентата, аустријски министар спољних послова Берхтолд је писао угарском премијеру Тиси о својој намјери да „сарајевски злочин искористи за обрачун са Србијом”. Исти дан аустријски цар Франц Јозеф I затражио је подршку од главног савезника, Њемачке. Њемачки цар Вилхелм II га је 5. јула увјерио да ће Берлин подржати Беч. Аустријска влада је 19. јула коначно донијела рјешење о рату са Србијом.
Аустроугарска је 23. јула поставили Србији ултиматум који се састојао од десет тачака. Ултиматум је очигледно био неизводљив и конципиран тако да га Србија одбаци, дајући основ за избијање борбених дејстава. За одговор је дат рок од 48 часова. Ултиматум је садржао захтјеве који су били понижавајући за Србију. Пети став је гласио: „Да прими сарадњу у Србији органа Царске Краљевске владе ради угушивања превратничког покрета против територијалног интегритета Аустро-Угарске монархије.” Овом тачком повријеђен је суверенитет и устав Србије.
Српска страна је прихватила свих десет тачака ултиматума (пету тачку са резервом), осим шесте, јер је одбила да аустроугарским представницима дозволи учешће у истрази Сарајевског атентата. Одбијање једне тачке, аустроугарске власти су схватиле као одбијање ултиматума. Аустроугарска амбасада је напустила Београд, што је значило прекид дипломатских односа. Русија је учинила низ покушаја да на основу српског одговора приволи Аустроугарску на преговоре. Уједињено Краљевство, Француска и Италија предложиле су Бечу да то питање изнесе на расправу конференције четири велике силе. Међутим, Аустроугарска је одговорила категоричким одбијањем. Српски регент пријестолонасљедник Александар обратио се за подршку императору сверуском Николају II, који је поручио да Русија неће оставити Србију у невољи.
Усљед тога, одбијајући све мировне преговоре, Аустроугарска је 28. јула 1914. објавила рат Србији. Франц Јозеф I је 31. јула потписао декрет о општој мобилизацији у Аустроугарској. Под овим условима, Николај II је 29. јула наредио општу мобилизацију у Русији. Њемачка је захтијевала да Русија прекине војне припреме. Николај II је 30. јула отказао општу мобилизацију, чиме је направио посљедњи покушај да одржи мир, али Аустроугарска је одлучно одбила нови приједлог за почетак мировних преговора. Њемачка је рат Русији објавила 1. августа, а Француској 3. августа. Уједињено Краљевство је објавило рат Њемачкој 4. августа. Тако је почео Први свјетски рат.

## Особености Балканског ратишта
Балканско ратиште покривало је територије Црне Горе, Албаније, Србије и дио Бугарске и Грчке. На сјеверу је поприште борбених дејстава било ограничено ријекама Савом и Дунавом, на истоку условном линијом Лом Паланка — Софија — Кавала, на југу обалом Егејском мора од Кавале до рејона Солунског залива, на западну Јадранско море. Територија ратишта била је дуга 400 км и широка 300 км.
Главни дио ове територије био је планински, само су мале површине дуж ријека и морске обале биле равнице. У западном сектору ратишта налазиле су се поприлично високе планине, које су достизале висину од 2600 м. Средишњи дио ратишта (територија Србије) био је планинска област са надморским висинама 1000—1500 м. Западно од Софије, Стара планина достижу висину око 2400 м.
Што се тиче рејона дејстава на српском фронту са стране Аустроугарске од ријеке Дрине или са стране Бугарске од ријеке Тимок, подножје у виду низа планинских вијенаца, које иде од југа ка сјевер до Дунава, омогућило је српској војсци да користи низ повољних линија за активну одбрану. Најнеприступачнији дијелови фронта били су источни и западни. Стога су се главне акције развијале у средишњем правцу ка Београд и Солуну.
Најважније ријеке на Балканском ратишту биле су Дунав и његове притоке Сава и Дрина. Дунав код Београда имао је ширину од 1500 до 1900 м, дубину до 14 м, па га је било тешко форсирати. Српске обале, и дунавска и савска, биле су веома погодне за активну одбрану на удаљености од скоро 400 м. Средишњи дио ратишта прелазиле су мање ријеке: Морава, Вардар и Струма.
Као резултат тога, на овом фронту, због његове планинске природе, малог броја комуникација, недостатка залиха хране и недостатка муниције, војне операције су извођене у тешким условима. Трупе које су овдје дјеловале, са изузетком неких области егејске обале, морале су да воде планински рат. Због сиромаштва регије гдје су се водиле борбе, трупе су морале да се ослањају на снабдијевање храном само споља. Такође, због недостатка сопствене војне индустрије, Србија је била зависна од својих савезника. Србија је стално било потребно снабдијевање оружјем, муницијом, униформама и лијековима.

## Снаге и планови страна

### Војне снаге

#### Аустроугарска
Против Србије Аустроугарска је распоредила 239,5 батаљона и 37 ескадрила, 516 оруђа и 392 митраљеза. Оскар Поћорек је постављен за главног команданта аустроугарских снага на Балкану. Укупно је бројала 200.000 људи.
Армије Аустроугарске војске распоређене на Балканском ратишту:
- 2. армија (командант генерал Бем-Ермоли) — дуж Саве и Дунава (с обје стране Београда; није учествовала у борбама на Балкану и са већином топова и митраљеза пребачена је у Галицију).
- 5. армија (командант генерал Либоријус фон Франк) — дуж лијеве обале Дрине прије ушћа у Саву (80.000 људи).
- 6. армија (командант Оскар Поћорек) — у Босни, између Сарајева и српске границе (60.000 људи).

#### Србија
Србија је распоредила четири армије. Српске снаге су укључивале 247.000 људи и 610 топова (од тога до 40 тешких, 180 старих), више од 246 митраљеза. Регент пријестолонасљедник Александар постао је главнокомандујући српске војске, а фактички командант је био начелник Ђенералштаба Радомир Путник.
Армије Српске војске распоређене на ратишту:
- 1. армија (командант генерал Бојовић) — главне снаге биле су концентрисане у рејону Паланка, Рача и Топола.
- 2. армија (командант генерал Степановић) — маневарска група, распоређена у рејону Београда.
- 3. армија (командант генерал Јуришић Штурм) — маневарска група, распоређена у рејону Ваљева.
- Ужичка војска (командант генерал Божовић) — покривала долину Горње Мораве са запада и обезбјеђивала комуникације са Црном Гором.

#### Црна Гора
Црна Гора је распоредила од 45.000 до 60.000 људи, 100 пољских и 100 брдских топова. Војску је предводио краљ Никола I, начелник Генералштаба је био српски генерал Божидар Јанковић.
Црногорске дивизије распоређене на ратишту:
- Пљеваљски одред (командант бригадир Гојнић) — распоређена источно од Пљеваља.
- Херцеговачки одред (командант сердар Вукотић) — распоређена на граници са Херцеговином.
- Ловћенаски одред (командант дивизијар Мартиновић) — распоређена у рејону Ловћена.
- Старосрбијански одред (командант бригадир Вешовић) — распоређена на граници са Албанијом.

### Планови страна и распоређивање трупа
Планом за вођење рата против Србије аустроугарске команде предвиђено је распоређивање три армије. Према плану, ове армије су требале да нападну Србију и Црну Гору и заобиђу српску војску. Међутим, њемачка команда је захтијевала да Аустроугарска концентрише велике снаге против Русије. Под тим условима, аустроугарска команда је почела ужурбано пребацивање 2. армије (190.000 људи) у источну Галицију против руских трупа.
Због тога је командант аустроугарских трупа, генерал Поћорек, усвојио нови план напада на Србију и Црну Гору. 7. корпус у доњем току Саве требао је изводити само диверзантске акције. Одлучну офанзиву са Дрине требало је да покрену 4, 8, 13. и дио 15. и 16. корпуса. Остатак 15. и 16. корпуса требало је да се распореде против црногорске војске, док би 9. корпус био у резерви. Имајући на располагању добру мрежу жељезничких пруга у Банату, аустроугарска команда је тамо могла да распореди главне снаге, заузме Београд и напредује дубоко у Србију средишњим правцем, долинама Колубаре и Мораве да заузме главни „арсенал” Србије — Крагујевац. Лоша страна овог плана била је у томе што би аустроугарске трупе морале да форсирају тешке водене линије — ријеке Дунав и Саву. Друга варијанта офанзиве са стране Дрине била је погоднија за трупе које су напредовале. Да су спроведени, Аустроугари би покрили своје бокове и смањили ризик од опкољавања. Међутим, на дринском сектору, оскудност путева и планински терен одговарао је српским браниоцима.
Послије балканских ратова, српска војска је потпуно реорганизована, број дивизија је повећан са пет на десет. До почетка рата Србија је у саставу четири армије могла поставити 12 пјешадијских и једну коњичку дивизију. План српске команде за вођење рата предвиђао је двије опције:
- борба са Аустроугарском;
- борба са Аустроугарском у савезу са Русијом.

Српска војска је започела распоређивање четири армије: 1. армија је требало да брани обалу Дунава, 2. армија је била концентрисана у рејону Београда, 3. армија је била распоређена у рејону Ваљева, 4. армија је била распоређена у рејону Горње Мораве и обезбјеђивала је везе са црногорском војском. Као резултат тога, од 12 пјешадијских и једне коњичке дивизије, осам је образовало маневарске групе, покривене дуж природних одбрамбених линија Дунава, Саве и Дрине резервним дивизијама трећег позива, а од стране Бугарске заштиту су обезбјеђивале природне баријере — ријеке Тимок, Морава и планински вијенци између њих. Због опасности од аустроугарске инвазије са сјевера (Дунав и Сава) и запада (Дрина), српске трупе су покривале оба ова правца, концентришући маневарску групу из осам дивизија у центру земље, која је била на истој удаљености од оба подручја могуће офанзиве.
Када је постало јасно да ће Аустроугарска морати да ратује на два фронта (против Србије и Русије), српска команда није искључила могућност преласка у офанзиву у рејону ријеке Саве и Колубаре код Шапца. Команданти 2. српске армије је 9. августа чак наређено да изврши извиђање на овом подручју. Међутим, покушаји српске војске да организује офанзиве у Срему и Босни били су неуспјешни. Српска војска је имала ограничене резерве — и људске и материјалне. Српска команда је успјела да мобилише 247.000 људи. Међутим, и поред тога што је српска војска била инфериорна у односу на аустроугарске трупе, заузимала је веома повољан положај.
Црногорска војска је у Новопазарском санџаку распоредила 6000 људи, дуж западне границе са Аустроугарском 29.000 војника и официра, док су главне снаге остављене у унутрашњости.
Успјешно лоцирање српских и црногорских трупа, комбиновано са герилским методама борбених дејстава пољских снага, омогућило је српској и црногорској војсци, упркос удаљености од савезника и хитној потреби за муницијом и другим средствима, да се одупру аустроугарским трупама дуже вријеме.

### Наоружавање страна
Српска војска није имала времена да се опорави од битака балканских ратова и попуни арсенале, набави ново наоружање. Српска пјешадија била је наоружана пушкама Mauser 98 калибра 7 × 57 мм. Постојала је акутна несташица оружја, муниције и других материјално-техничких средстава. Значајан дио артиљеријских оруђа био је застарио, али је и поред тога српска војска имала 48 тешких топова. Такође, Србија није имала ваздухопловство и морнарицу. Није постојала војна индустрија.
Материјална страна наоружања Србије била је боље снабдјевена од Аустроугарске. Као и друге европске војске, српска војска је имала наоружање и муницију довољно за 3—4 мјесеца рата. Русија је до 16. августа 1914. испоручила 93 милиона комада муниције и 113 хиљада пушака. Организација војске, односно организација главног штаба, позадинско управљање, командовање, везе између појединих јединца — све предности су биле на страни Аустроугара. Исто се може рећи и за организацију медицинске његе и за специјалне трупе.
Црногорска војска била је наоружана пушкама Mosin–Nagant. Као и Србија, Црна Гора није имала ваздухопловство и своју војну индустрију. Међутим, црногорска војска је имала око 100 брдских топова, што је било веома важно у условима војних дејстава у планинама. Црна Гора није имала своју флоту, па је аустроугарска флота од првих дана рата лако постави блокаду црногорског приморја.
Аустроугарска пјешадија је у логистичком погледу била инфериорнија од пјешадије балканских земља, осим тога, није добила заштитну униформу. Аустроугарска пјешадија била је наоружана пушкама Манлихер модел из 1895. и пиштољима Roth–Steyr M1907. Била је наоружана и митраљезом Schwarzlose. Међутим, аустроугарска војска је имала авионе, а аустроугарска флота је такође у потпуности спроводила блокаду црногорског приморја и подржавала аустроугарске трупе током операције у приморским областима. Поред тога, постојала је и Дунавска флотила за операција на Дунаву. Аустроугарска команда концентрисала је знатну количину артиљерије. Међутим, брдски топови су очигледно били застарјели. Успостављена је војна производња у Аустроугарској и стога, током борбених дејстава, аустроугарским трупама практично није недостајало муниције. Међутим, аустроугарска артиљерија је ушла у рат са 500 граната по оруђу, док су све остале војске ушле са великом разликом. Већ у првим борбама наступила је несташица граната, која није отклоњена током цијелог рата, упркос напорима који су улагани да се развије производња и мобилише цивилна индустрија. Аустроугарска артиљерија се по гранатама нашла у тежем положају од осталих војски.

## Кампања 1914. године

### Почетак борбених дејстава; Церска битка
Борбена дејства на Балканском фронту почела су 28. јула 1914, одмах по објави рата, када су аустроугарска артиљерије и Дунавска флотила почели да гранатирају Београд. Аустроугари су почели општу офанзиву 12. августа, када је концентрација трупа завршена. На сјеверном крилу фронта дејствовале су јединице 2. аустроугарске армије, које још увијек нису отишле на Источни фронт у Галицију. Шабац је пао 15. августа. Главне снаге 5. и 6. аустроугарске армије спремале су се да форсирају Дрину, градиће преко ње мостове. Аустроугарске трупе провеле су четири дана прелазећи Дрину.
У то вријеме, 2. и 3. српска армија су се кретале ка аустроугарским трупама. Већ 16. августа почеле су борбе код Шапца, код Слатине српске трупе су приковале и потискивале аустроугарске јединице. У зони 3. српске армије борбе су биле упорне, а у појединим областима Срби су морали да се повуку. Наредних дана преостале јединице су се привукле Србима и успјеле да су да пробију аустроугарски фронт код Лознице. За Аустроугарске се развила неповољна ситуација и они су 19. августа почели да се повлаче дуж цијелог фронта. Под овим условима, аустроугарска команда је била принуђена да употреби јединице 2. армије, одлажући њихово слање у Галицију.
Српске трупе почеле су 20. августа да гоне аустроугарске трупе у повлачењу. Понегдје су аустроугарске позадинске јединице чврсто држале Србе, а понегдје се повлачење претворило у јуриш аустроугарских трупа. Као резултат, до 24. августа аустроугарске трупе су одбачене на ријеку Саву и Дрину. Српска војска је заробила 50.000 војника, 50 оруђа, 150 сандука за муницију, значајну количину оружја, вагона, војне опреме и залиха хране. Тако су српске трупе успјеле да одбију прву офанзиву аустроугарских трупа. У овим биткама и српска војска је претрпјела знатне губитке, укључујући до 15.000 погинулих, рањених и заробљеник војника.
Побједа код Цера била је од стратешког значаја за Антанту. У периоду жестоких борби у Галицији, српска војска је приковала неке дијелове 2. аустроугарске армије на Балкану, док је аустроугарским трупама нанијела пораз.

### Наставак борбених дејстава; битка на Дрини
Послије пораза код Цера, аустроугарске трупе су почеле да се припремају за другу офанзиву. Српске трупе су покушале да пређу у офанзиву, али су на подручју Сремске Митровице, Земуна и Сарајева биле принуђене на повлачење на првобитне положаје. Прегруписањем својих снага, аустроугарска команда је 7. септембра кренула у нову офанзиву како би заобишла српске трупе са југозапада.
У ноћи 8. септембра Аустроугари су почели да прелазе Саву, али су их српске трупе одмах отјерале. Послије жестоких борби и бројних покушаја Аустроугара да пређу ријеку, намјера им се ипак није остварила. На јужном крилу фронта Аустроугари су успјели да заузму гребен на десној обали Дрине, али су српске трупе пружиле жесток отпор. Аустроугарске трупе су до 6. новембра безуспјешно нападале гребен, међутим, на крају је српска војска почела да се повлачи због недостатка муниције.
Српске трупе су се 7. новембра повукле на нове одбрамбене линије под пријетњом опкољавања. Аустроугарске трупе су 14. новембра 1914. заузеле Ваљево. У исто вријеме, аустроугарске трупе су покушале да продру у долину Мораве, али је шест аустроугарских батаљона који су прешли Дунав код Смедерева потпуно уништено. Боравак аустроугарских трупа на територији Србије био је праћен паљевином и насиљем над цивилима.
Усљед друге аустроугарске офанзиве, упркос жестоком отпору српских трупа, Аустроугари су успјели да крену напријед и пређу Дрину. Српска војска, због опасности од опкољавања и недостатка муниције, пушака, униформи (у српској војсци постојала је акутна несташица обуће), почела је повлачење на нове одбрамбене линије, пропративши повлачење противнападима.
У октобру 1914. припадници Унутрашње македонске револуционарне организације (ВМРО) започели су герилски рат на подручју Вардарске Македоније. Дјеловање борбених група ВМРО у новембру 1914. на простору српске Македоније постаје веома активно. Српска војска је одговорила казненим акцијама против цивилног становништва. Бугарске комите су дјеловале само у српској Македонији, али не и у грчкој Македонији, како не би дали повод Грчкој да дјелује против Бугарске.

### Колубарска битка
Аустроугарске трупе су наставиле офанзиву. Јединице аустроугарске 5. и 6. армије су 16. новембра напале положаје српских трупа како би заузеле жељезничку пругу Обреновац — Ваљево. Аустроугарска 5. армија успјела је заузме Лазаревац и потисне 2. српску армију. Аустроугарска 6. армија је успјела 24. новембра да заузме стратешки важну планину Маљен. Трупе 5. армије су 25. новембра потиснуле 2. и 3. српску армију и, прешавши ријеку Љиг, прешле на бок 1. српске армије.
С обзиром на ситуацију, генерал Живојин Мишић је одлучио да српске трупе напусте положаје и повуку се у Горњи Милановац. Генерал Мишић је желио да прегрупише своје трупе и крене у противофанзиву са освјеженим снагама. У почетку, Мишићев план се није допао начелнику штаба врховне команде српске војске Радомиру Путнику, јер је за спровођење неопходно било напустити Београд. Међутим, Мишићев план је убрзо прихваћен, а Срби су почели да се повлаче.
Срби су 30. новембра напустили Београд и од 2. децембра српски фронт је пролазио између Дунава и горње Мораве, узвишења Дрења, Космаја, Лазаревца и западне падине Рудника. Аустроугари су заузели Београд, који су Срби напустили, сматрајући српску војску неспособном за даљи отпор. Командант аустроугарских трупа Оскар Поћорек је одлучио да порази 2. српску армију, не плашећи се да ће том приликом изложити бок пред 1. српском армијом, која је према њему била ослабљена и неће водити активна дејства. Међутим, до тада је помоћ од савезника (из Француске и Русије) почела да стиже у Србију преко Солуна и Дунава. Француска је слала оружје и муницију, а Русија муницију и храну. Ова помоћ је омогућила српској војсци да се врати активним дејствима. Заједничким дејствима Срба и Русија потопљен је аустроугарски монитор „Темеш”.
Према плану српске противофанзиве, 1. армија генерала Мишића је требало да крене у офанзиву и заузме масив Сувобор, а затим би 2. и 3. армија прешле у офанзиву. Путник је ујутру 3. децембра издао наређење за покретање противофанзиве, јединице 1. армије су извршиле напад на масив Сувобор и изненадиле аустроугарске јединице које нису очекивале активно дејство Срба. Овдје су аустроугарске трупе три дана задржавале српски напад, али су 5. децембра почеле да се повлаче. Када је успјех 1. армије осигуран, у битку су ступиле 2. и 3. армија. У новонасталој ситуацији Поћорек је одучио да нападне 2. српску армију, али су сви аустроугарски напади одбијени. Потом су Аустроугари одбијени назад на утврђени положај јужно од Београда, али су одатле 13. децембра истјерани и бачени назад на територију Аустроугарске.
Српске трупе су у Београд поново ушле 15. децембра, када је територије Србије потпуно очишћена од аустроугарских трупа. Међутим, српска команда није успјела да развије успјех и организује тјерање аустроугарских трупа. Српске трупе су се зауставиле на граници дуж Саве и Дрине.
Српска војска је у овим биткама имала 22.000 погинулих и 19.000 заробљених. Аустроугарска војска је претрпјела тежак пораз. Аустроугарски губици су били 28.000 погинулих и 46.000 заробљених војника, заробљена три знамења, 126 топова, 70 митраљеза, 362 сандука за муницију, 2000 коња итд.

### Исход кампање 1914. године
Послије два пораза 1914. на Балканском фронту, аустроугарска команда је одустала од активних дејстава на српском фронту. Аустроугари су пребацили трупе са Балканског фронта на исток, на Карпате, за одбрану од руске војске, остављајући само два корпуса против српске војске. Аустроугарске трупе су претрпјеле велике губитке на Балканском фронту 1914, изгубивши 7600 официра и 274.000 војника. Генерал Лудендорф је касније забиљежио у својим мемоарима:
У Србији су аустроугарске трупе поражене и више нису биле пуноправно борбено оруђе.
Пораз Аустроугарске у кампањи 1914. задао је озбиљан ударац плановима Аустроугарске и Њемачке, које нису могле да успоставе непосредну везу са Османским царством, која је у рат ступило на њихову страну. Генерал Поћорек је смијењен, а надвојвода Еуген је постао командант аустроугарских трупа на Балкану.
Српска војска је током кампање 1914. одиграла важну улогу за Антанту, која је одвукла велики број аустроугарских трупа и спријечила њихово пребацивање на фронт против Русије. Ипак, српска побједа је скупо плаћена. Постојала је акутна несташица хране, лијекова и униформи. У српским редовима је почела епидемија тифуса. Српска војска је 1914. изгубила 132.000 војника. Бројност српске војске није прелазила 100.000 људи. Црногорска војска је бројала 50.000 људи и у кампањи 1914. одиграла је велику улогу у борби против аустроугарских трупа.
Усљед ових фактора рат на Балканском фронту добија карактер позиционог.

## Кампања 1915. године
Почетком 1915. позициона линија фронта се стабилизовала, а на Балканском фронту је успостављено привремено затишје. До љета 1915. Срби успијевају да поврате борбену способност своје војске, у великој мјери захваљујући подршци савезника — Француске, Велике Британије и Русије. Приликом пробоја руског фронта и Великог повлачења руске војске из Пољске и Галиције, руска команда се обратила српској страни са захтјевом да организује офанзиву у циљу повлачења дијела аустроугарских корпуса из Галиције. Међутим, командант српске војске генерал Путник је одговорио да српска војска нема довољно снаге и средстава за офанзиву.
Истовремено, Централне силе су одлучиле да поразе Србију и Црну Гору 1915, како би повезале Османско царство са осталим чланицама блока. Као што је искуство из кампање 1914. показало, Аустроугарска сама, без подршке Њемачке, није могла да ријеши овај проблем.
Средином љета 1915, када на Балканском фронту завладало позиционо затишје, аустроугарско-њемачки блок почео је да се припрема за војну операцију против српских трупа. Да би то урадиле, њемачке дипломате су планирале да увуку Бугарску у рат на својој страни. Берлин је бугарској влади дао гаранције да ће у случају да Бугарска ступи у рат на страни Централних сила, предати територије Србије, Румуније и Турске. Осим тога, аустроугарско-њемачке трупе су у љето 1915. извеле успјешну офанзиву на Источном фронту, Турци су се успјешно одбранили током Дарданелске операције, а француско-британске трупе нису могле да пробију њемачки фронт на западу.
Антанта је такође покушавала да на своју страну увуче Бугарску у рат. Савезници су увјеравали бугарску владу да ће у случају ступања на страну Антанте, источна Тракија и дио територије Македоније припасти Бугарској. Међутим, земље Антанте нису могле да дају конкретна увјерења о територијама у Македонији. Србија (која је захватала дио Македоније) није хтјела да направи уступке Антанти и да послије рата дио своје територије преда Бугарској. Њемачка и Аустроугарска су недвосмислено понудиле Бугарској да послије рата (ако румунска влада стане на страну Антанте препусти цијелу Македонију, Тракију, а такође и територије Румуније). Осим тога, њемачка страна је инсистирала да Турска препусти Бугарској територију дуже десне обале ријеке Марице.
Ови фактори су били одлучујући бугарској влади. Пошто је била увјерена да ће Централне силе побиједити, а Бугарска добити све обећане територије, цар Фердинанд I, који је био проњемачки настројен, донио је коначну одлуку да стане на страну Централних сила.
Усљед тога је 6. септембра у Софији закључена војна конвенција између Бугарске и Централних сила, што је значило улазак Бугарске у рат на страни аустроугарско-њемачког блока. Према овој конвенцији, Њемачка и Аустроугарска, свака са по шест пјешадијских дивизија, у року од 30 дана и Бугарска са најмање четири дивизије у року од 35 дана, требале су да буду спремне за дејства на српској граници. Општу команду над овим трупама требало да преузме њемачки генерал Аугуст фон Макензен. Након тога се ситуација на Балкану промијенила у корист Централних сила. Бугарска војска, која је важила за једну од најбољих на Балкану, придружила се аустроугарским и њемачким трупама.
Земље Антанте су прекасно уочиле опасност која пријети њиховим балканским савезницима. Тек 1. октобра 1915. одлучено је да се изведе британско-француски десант на грчки Солун и да га прошире како би захватио источни бок српске војске. Уз дозволу грчке владе, британско-француска експедициона снага од 150.000 људи почела је 5. октобра да се искрцава у Солун. Од 5. октобра од 28. новембра у Солун су се искрцале три француске (57, 122. и 153. пјешадијска дивизија, укупно 65.000 људи) и пет британских (10, 22, 26, 27. и 28. пјешадијска дивизија, укупно 85.000 људи) дивизија. Русија није могла да помогне Србији, пошто је Румунија одбила да пусти руске трупе преко своје територије.

### Припреме за борбена дејства
Аустроугарско-њемачка команда се пажљиво и свестрано припремала за операцију против Србије. Много се радило на извиђању, ширењу путне мреже итд. Одржавала је тајност: према плану Централних сила, офанзива је требала буде велико изненађење за Србе. До почетка офанзиве Аустроугари и Нијемци су успјели да остваре троструку надмоћ у снагама и средствима.
Према плану аустроугарско-њемачког руководства, напади са сјевероистока и сјевера, као и бугарски удари са истока у правцу Крагујевца и Ниша, требало је да опколе и униште српску војску у средишту земље. Централне силе су концентрисале укупно четрнаест аустроугарско-њемачко и шест бугарских дивизија под командом фелдмаршала Макензена.
Аустроугарско-њемачка команда концентрисала је сљедеће:
- 11. њемачка армија (командант генерал Галвиц; 7 пјешадијских дивизија), која је била ојачана тешком артиљеријом;
- 3. аустроугарска армија (командант генерал Кевеш; 3 аустроугарске и 4 њемачке пјешадијске дивизије);
- 19. аустроугарски корпус (супротстављен црногорској војсци).

Аустроугарско-њемачке трупе су укупно бројале око 330.000 људи.
Српска команда је усвојила сљедећи план ратовања: ослањајући се на моћне водене препреке Саву и Дунав, малим снагама бранити сјеверни дио фронта од аустроугарско-њемачких трупа, а главним снагама поразити бугарске армије у фази мобилизације, заузети Софију и присилити Бугарску на предају. Тада је требало да баци све снаге на аустроугарско-њемачке трупе. Међутим, Антанта у почетку није подржала овај план, још увијек се надајући да ће Бугарска стати на страну савезника.
Српска војска се састојала од 12 дивизија, у чијим редовима је било око 200.000 људи, 678 оруђа.
- 1. армија (командант генерал Мишић; распоређена у доњем току Дрине и Саве);
- 2. армија (командант генерал Степановић; покрива границу са Бугарском);
- 3. армија (командант генерал Јуришић Штурм; држала положаје дуж јужне обале Дунава).

Црногорска војска је имала око 50.000 људи и 135 оруђа. Број савезничких експедиционих снага требало је да буде око 150.000 људи.
Укупно су српске, црногорске и савезничке експедиционе снаге броја 400.000 људи.
Српска војска од 200.000 људи морала је да се бори против надмоћнијих снага непријатеља (однос снага страна је био 3:2), који је имала тешка оруђа и минобацаче, које Срби нису имали. Изостало је јединствено командовање војскама због династичких сукоба Црне Горе и Србије.

### Аустроугарско-њемачка офанзива
Офанзива аустроугарско-њемачких трупа почела је у подне 6. октобра снажном артиљеријском припремом. Ватра тешких оруђа уништила је ровове, баријере и упоришта Срба у рејону прелаза. Бомбардован је и Београд, када је погинуло око 5000 становника града.
Њемачке и аустроугарске дивизије су 7. октобра кренуле у офанзиву. Дијелови 3. аустроугарске армије су истовремено прешли Дунав (8. аустроугарски корпус) и Саву (22. њемачки резервни корпус). Аустроугари и Нијемци су започели с деминирањем минских поља, након чега су започели прелаз. Прелаз је протекао у тешким условима, Срби су очајнички пружали отпор. Првог дана форсирања Аустроугари и Нијемци су изгубили до 66% својих мостова. Укрштене аустроугарско-њемачке јединице водиле су жестоке борбе са српским трупама за мостобране. Прелазак је настављен у ноћи. Њемачке трупе успјеле су да заузму Аду Циганлију на Сави, а захваљујући томе на српску обалу су се искрцала појачања за аустроугарско-њемачке трупе. Након што су Нијемци успјели да заузму исправан српски мост између Аде Циганлије и обале, 43. њемачка резервна дивизија провалила је у Београд. Пароброди су се приближили 9. октобра и Аустроугари су успјели да пребаце двије пјешадијске дивизије на српску обалу. Услиједиле су жестоке уличне борбе. Српске трупе су пружиле жесток отпор, али су до 9. октобра Нијемци заузели Београд. Српске трупе су биле принуђене да се повуку на југ. Поред тога, 19. корпус 3. аустроугарске армије почео је да прелази Дрину и ударио на црногорске трупе, које су такође биле принуђене на повлачење.
11. њемачка армија је прелазила Дунав у рејону Раме (главне снаге), код Смедерева (споредне снаге), а показни прелаз био је планиран код Орсове. Војска је доживљавала велике тешкоће због кише, лошег времена и отпора српских трупа. Јака киша је падала 8. и 9. октобра, поред ове, српска артиљерија је жестоко ударала. Тада је почео ураган, који је умногоме отежавао прелаз њемачких трупа. Након што је ураган утихнуо 17. октобра, 10. резервни корпус је успио да пређе на српску обалу. Међутим, у планинском подручју између Београда и Смедерева, српске трупе су пружиле жесток отпор преласком њемачких јединица. Нијемци су тек 21. октобра успјели да сломе отпор српских јединица и саграде два моста, након чега су све јединице 11. армије извршиле прелаз. Током првих дана борби, аустроугарско-њемачке трупе имали су 10.000 погинулих. 3. и 11. армија напредовале су само 10—15 км у дубину територије.
Главне снаге српске војске, концентрисане на бугарској граници, прегруписале су се и биле принуђене да ступе у сукоб са аустроугарско-њемачким трупама које су напредовале са сјевера. И Црногорци су пружали очајнички отпор, успоравајући напредовање аустроугарских дивизија на Дрини. Међутим, аустроугарско-њемачке јединице, да би развиле темпо офанзиве, почеле су да врше неопходна прегруписања и повлаче тешку артиљерију.

### Улазак Бугарске у рат
До 8. октобра, због тешке ситуације, командант српске војске генерал Путник је био принуђен да уведе у борбу снаге одређене за заштиту границе се са Бугарском. Под овим условима, 15. октобра, након што је Бугарска објави рат Србији, српске трупе су напале бугарске армије које су прешле у офанзиву.
Бугарска команда је за операције против Србије расподијелила двије армије:
- 1. армија (командант генерал Бојаџиев; 4 пјешадијске дивизије);
- 2. армија (командант генерал Тодоров; 2 пјешадијске и 1 коњичка дивизија).

У рејону Куле 6. пјешадијска дивизија, 5. и 8. пјешадијска дивизија распоређене у рејону Белоградчика, а 1. пјешадијска дивизија је заузела положаје сјеверозападно од Софије. Јединице 1. армија требало је да напредују на Пирот и Ниш како би поразиле 2. српску армију. 2. бугарску армију (3, 7. пјешадијска и 1. коњичке дивизије) имала је задатак да напредује у долини ријеке Вардар и пресјече комуникације српској војсци са експедиционом корпусом Антанте у Солуну.
Тако је задатак бугарских трупа био да заузму Ниш (1. армија), жељезничку пругу Ниш—Солун (2. армија) с циљем опкољавања српских трупа. Међутим, најслабија по саставу, 2. бугарска армија морала је да изведе најважнију операцију. Упркос чињеници да су јединице 2. армије биле одсјечене од јединице 1. и да су могле примити бочни напад британско-француског корпуса, команда Централних сила није сматрала потребним да појача 2. армију.
Ујутру 15. октобра бугарске трупе су упале у Србију. 1. бугарска армија генерала Бојаџиева наишла је на упорни отпор српских трупа. Јединице 1. армије дуго су јуришале на утврђене положаје Срба код Пирота. Бугарске трупе су 25. октобра приморале су Србе на повлачење иза Тимока. Међутим, 2. бугарска армија генерала Тодорова је без већих потешкоћа брзо напредовала до Вардара у Македонији. Бугарске трупе су поразиле Србе код Куманова и заузеле Велес. Овим успјешним дејствима бугарских трупа прекинута је веза између српске војске и савезничког експедиционог корпуса у Солуну.
Страхујући од потпуног опкољавања, српска војска се повлачила борбом у југозападном правцу ка Црној Гори и Албанији, а повлачила се и црногорска војска. Аустроугарско-њемачке дивизије су непрестано пратиле повлачење. Српске трупе су понекад изводиле противнападе и одлагале напредовање.
Положај српске војске био је катастрофалан. Аустроугарско-њемачко-бугарске трупе су 22. октобра наставиле офанзиву. Под налетом надмоћнијих снага, српска војска била је принуђена на повлачење. Бугари су 5. новембра заузели Ниш. Након заузимања Ниша, аустроугарско-њемачке и бугарске јединице су се сјединиле и кренуле у заједничку офанзиву. У исто вријеме, три британско-француске дивизије су напредовале од Солуна до Македоније у помоћ српској војсци, али их је 2. бугарска армија напала код ријеке Черне и затим су се повукле.

### Даља борбена дејства
Аустроугарско-њемачке јединице (које су биле појачане њемачким алпским корпусом) наставиле су да напредују са сјевера. С обзиром на то, глави штаб српске војске прешао је из Крагујевца у Крушевац. У наредним борбама са аустроугарско-њемачким трупама, српске јединице су претрпјеле велике губитке и ужурбано се повукле. Само су јединицама 2. бугарске армије Срби пружили жесток отпор, пошто је офанзива 2. армије могла да пресјече српско одступање ка Албанији. Да би пресјекли путеве за одступање главним снагама српске војске и опколили је, бугарске команда је одлучила да 2. армију појача пјешадијском дивизијом из састава 1. бугарске армије. Међутим, каснији напади бугарских трупа су били безуспјешни.
Током борби у рејону Призрена 1. децембра бугарска војска је нанијела тежак пораз српским трупама. Велики број Срба је заробљен. Такође, српски одреди који су ступали у борбене окршаје са јединицама 3. и 11. армије аустроугарско-њемачких трупа претрпјели су велике губитке. Као исход, послије ових борби, српске снаге су потпуно претјеране из Србије. Бугарска војска је заузимањем Охрида успоставила потпуну контролу над Вардарском Македонијом. Крајем новембра аустроугарске јединице су потиснуле црногорску војска на територији Црне Горе и наставиле офанзиву с циљем заузимања пријестонице.
Српска војска је почела одступање ка Црној Гори, а одатле заједно са црногорском војском ка Албанији. Заједно са војском повлачило се и цивилно становништво, плашећи се терора аустроугарско-њемачких трупа. Одступање се одвијало на тешком планинском терену. Циљ одступања била је обала Јадранског мора, одакле су се савезници обавезали да евакуишу остатке српске и црногорске војске и цивилно становништво.
У даљим борбама српска војска је изгубила 55.000 војника и официра одступањем преко планинских путева Албаније. Команда српске војске је била принуђена да уништи артиљерију и кола. Поред одступања војске и цивилног становништва, српска команда је била принуђена да евакуише и заробљенике аустроугарске војске (30.000 војника и 700 официра). Из Призрена је 26. новембра евакуисана и српска влада. Срби који су преживјели тешку транзицију (150.000 људи) евакуисани су на острво Крф јануара 1916. године. Цијела територије Србије и Црне Горе била је под окупацијом непријатеља.
Приликом одступања српске војске најзначајнију улогу су имале црногорске трупе. Да би покрила одступање српских трупа на Јадранско море, Санџачка војска црногорске војске је 6—7. јануара 1916. код Мојковца поразила надмоћније аустроугарске трупе, задржавајући аустроугарску офанзиву и дозвољавајући дијеловима српске војске одступање. Ипак, и црногорска војска је била у тешкој ситуацији, Аустроугари су наставили офанзиву и Црногорци су били принуђени на убрзано повлачење. Аустроугари су 14. јануара заузели Цетиње. Главио дио преостале црногорске војске опколиле су аустроугарске трупе.
Операција против Србије и Црне Горе трајала је око два мјесеца, усљед чега су трупе Централних сила окупирале цјелокупне територије обје земље. Србија је морала да се брани од надмоћнијих непријатељских снага. Касније је британски премијер Лојд Џорџ написао:
Савезници су Србију напустили упркос свечаном обећању правовремене подршке.
Централне силе нису смјеле да наруше границу неутралне Грчке и ограничиле су се на напредовање до границе двије бугарске армије, појачане њемачким дивизијама.

### Евакуација српске војске
Преласком границе са Албанијом, српска команда је одлучила да се исцрпљене јединице одморе у Скадру. Међутим, крајем децембра ова идеја није спроведена, пошто су српској војсци пријетиле јединице 2. бугарске армије, која је заузела Битољ у прешла у Албанију, у правцу Елбасана. Поред тога, јединице 3. аустроугарско-њемачке армија развиле су енергичну офанзиву на ослабљењу црногорску војску и тиме угрожавале одступање са сјевера. Након што је српска војска стигла до обала Јадранског мора, аустроугарска флота је започела активне операција против лука Драч и Свети Јован Медовски, у које су ушли одступајући Срби. Аустроугарска флота и ваздухопловство, које је имало базу у Котору, стално су узнемиравале српску војску нападима и гранатирањем, а аустроугарски бродови и подморнице су нападали транспорте с храном намијењене Србима.
Тако је српска војска могла остати прикована уз море и уништена од аустроугарско-њемачко-бугарских трупа. Под тим условима, француска команда је одлучила да српску војску пребаци у Италију, а затим у Тунис, гдје је требало да се српска јединице реорганизују и потом упуте на фронт. Међутим, за такав транспорт биле би потребне велике поморске снаге, па је командант француске војске маршал Жофр инсистирао да се српска војска евакуише на грчко острво Крф. По доношењу ове одлуке 12. јануара, савезничке снаге су започеле окупацију грчког острва Крф. Свети Јован Медовски се налазио у зону дјеловања аустроугарске флоте, па су савезници одлучили да пошаљу српске јединцу у Валону (под италијанском управом), одакле је требало да почне евакуација. Дио српских трупа (50.000 људи) започео је нови поход ка Валони (240 км). Остатак српски јединица евакуисан је из Драча.
Због дугих спорова око мјеста евакуације од 250.000 Срба који су се повукли у Албанију, до почетка евакуације је остало живо 160.000. У евакуацију је било укључен и пренос 80 брдских топова и 15.000 животиња. Евакуација српске војске на Крф завршена је 26. фебруара 1916. године. Срби се на острву дуго нису могли снабдијевати, па су многи умрли од исцрпљености већ на самом острву. Од фебруара 1916. почела је реорганизација остатака српске војске, која је до априла 1916. била спремна за слање на Солунски фронт. Транспорт српске војске морским путем до Солуна завршен је 30. маја 1916. године.

### Исход кампање 1915. године
Као исход кампање 1915. године, територије Србије и Црне Горе су окупирале Централне силе. Побједа Централних сила на Балкану 1915. била им је од велике користи. Послије окупације Србије и Црне Горе, успостављен је фронт Централних сила од Балтичког до Средоземног мора. Њемачка је успоставила непосредну везу са Турском, јужни бок Аустроугарске је био заштићен, а команда Централних сила је могла да пошаље ослобођење дивизије на Источни и Италијански фронт.
Аустроугарско-њемачко-бугарске трупе су готово у потпуности успјеле да испуне план војних операција на Балкану. Територију Црне Горе окупирале су аустроугарске трупе. Територију Србије су окупирале аустроугарске и бугарске трупе. Црногорска војска је демобилисана, а српска војска је, услијед снажне непријатељске офанзиве, тешких услова одступања и сталних борби, претрпјела значајне губитке. Поред људских губитака, српске трупе су изгубиле велики број топова, муниције итд.
Значаји успјеси трупа Четворног савеза на Балкану донијели су им велике стратешке и дипломатске успјехе. Поред наведених погодности (успостављање непосредне комуникације са Турском и увођења Бугарске у рат на својој страни), аустроугарско-њемачки блок је значајно ослабио позиције Антанте у цијелој регији.
Међутим, нису успјели опколити и уништити српску војску. Српска војска у прољеће 1916. биће реорганизована и придружиће се савезничким снагама на Солунском фронту. Вјешто коришћење трупа, противнапади на планинском терену, као и неостварив задатак 2. бугарске армије да опколи српске трупе, спријечили су војске Централних сила да опколе и потпуно униште српске трупе.

## Кампања 1916. године

### Образовање Солунског фронта
Већ 14. октобра мале снаге експедиционог корпуса Антанте (више батаљон) ушле су на територију Србије. Савезничка команда је планирала да снажним бочним нападом подржи српске трупе и обнови везу с њима. Међутим, повлачење српске војске у плавцу Албаније и неодлучност команданта британско-француског корпуса генерала Сареја онемогућили су да се план оствари. Јединице 112. француске пјешадијске дивизије, послије борбе са бугарским трупама, напустиле су 21. новембра јужну обалу Црне ријеке, након чега су трупе цијелог корпуса почеле да се крећу с територије Србије у Грчку.
У то вријеме, њемачка команда је одлучивала како да поступи против трупа Антанте у Грчкој. Бугарска команда је сматрала да, с обзиром на то да у Грчкој дјелује велики број непријатељских трупа, Грчку трема сматрати и непријатељом Централних сила. Међутим, на крају је њемачка команда, с обзиром на чињеницу да ни на који начин није била у стању да значајније подржи присталице Централни сила у Грчкој, одлучила да се суздржи од дејства против ње, које би могле навести грчку владу да ступи у рат на страни Антанте. По завршетку операције против Србије, њемачка команда је сматрала да је бесмислено остављати своје трупе на Балкану и почела је с пребацивањем значајног дијела својих трупа на Западни фронт. Начелних њемачког генералштаба Ерих фон Фалкенхајн сматрао је да главну улогу у обрачуну с британско-француским трупама које се искрцавају у Солун, треба да има бугарска војска. Услијед тога је половином новембра 1915. закључен споразум с Бугарском према коме ће се Бугари борити са експедиционим снагама Антанте.
Јединице 2. бугарске армије су 5. децембра кренуле у офанзиву на Македонију. Трупе експедиционог корпуса Антанте, под притиском бугарских трупа, почеле су да се повлаче у долину Вардара. Бугарске трупе су 8. децембра потиснуле дијелове 10. британске дивизије и заузеле 10 артиљеријских оруђа. Десни бок савезничких трупа је био изложен и због тога су снаге корпуса биле принуђене да се повуку на нову линију одбране. Бугарске дивизије су у даљем гоњењу англо-француских трупа, савезничке снаге су се повукле на утврђени положај у рејону Солуна у Грчкој. Током повлачења, савезници су евакуисали већину различитих залиха из рејона Ђевђелија за српску војску. Током ових битака, губици савезничких снага били су 6000 погинулих, рањених и заробљених.
Јединице 2. бугарске армије нису прешле српско-грчку границу. Трупе Централних сила су се смјестила на своје нове положаје сљедећим распоредом:
- 1. бугарска армија (двије пјешадијске дивизије, једна коњичка бригада и њемачки одред) — заузела положаје од Охридског језера, у рејону Битоља дуж српско-грчке границе јужно од Прилепа. Осим тога, ради обезбјеђења десног бока, јединице армије ушле су на територију Албаније и заузеле Елбасан.
- 2. бугарска армија (три пјешадијске дивизије) — заузела положаје у Струмици, Петричу и Неврекопу.
- 11. њемачка армија (двије њемачке и једна и по бугарска пјешадијска дивизија) — сјеверозападно од Ђевђелије и сјеверно од Дојранског језера.

Савезничка команда је учврстила своје положаје, десни бок савезничког бока се ослањао на залив Орфано, а укупна дужина фронта износила је 120 км. Поред тога, савезници су изградили и поправили 200 км земљаних путева и жељезничких пруга.

### Стање на Балкану почетком године
Територију Србије окупирале су аустроугарске и бугарске трупе. У аустроугарској зони окупације (сјеверна и средишња Србија) створена је војна управа са сједиштем у Београду. Источно од Мораве, на територији који су окупирали Бугари, створено је Моравска војно-инспекциона област са сједиштем у Нишу. На територији Вардарске Македоније образована је Македонска војно-инспекциона област.
Почетком 1916. Црна Гора се повукла из рата: краљ Никола I потписао је указ о демобилизацији црногорске војске и напустио земљу коју су окупирале аустроугарске трупе. Ипак, становништво Србије и Црне Гора наставило је да се бори против окупатора.
Послије пораза Србије образован је нови Солунски фронт. Команда Антанте је планирала да борбе на Балкану овдје вежу што више њемачких трупа и спријече њихово пребацивање на Западни фронт. Такође, њемачка команда, која је имала велику улогу у војној управи Централних сила, није планирала никакве активне операције на новом Солунском фронту због недостатка снага, потешкоћа у снабдијевању на Балкану итд. Требало је само да обузда непријатељске трупа са малим снагама њемачко-бугарских трупа.
У мају су на Солунски фронт стигле додатне снаге Антанте. Поред тога, савезничким снагама на Балкану придружила се и потпуно реорганизована српска војска, састављена од шест пјешадијских и једне коњичке дивизије, под командом регента пријестолонасљедника Александра (војвода Путник је смијењен). Укупно, српске трупе су бројале 130.000 људи. Савезничке снаге на Балкану достигле су 300.000.

### Војна дејства у прољеће и љето
Пошто је њемачка команда започела пребацивање својих трупа у Француску, савезничке снаге у Солуну су се сусреле са задатком да покрену офанзиву како би непријатељске трупе преусмјериле на себе. Међутим, дејства савезничких трупа нису утицала на опште стање на фронту, а њемачке јединице су наставиле да се пребацују на Запад. Бугарске трупе су такође биле пасивне.
Активна дејства почеле су у августу. На Дојранском језеру британско-француске трупе су покушале да пробију бугарску одбрану, али су, претрпјевши значајне губитке, биле принуђене да до 19. августа потпуно обуставе активна дејства на овом сектору фронта.
Савезници су могућим ступањем Румуније у рат на страни Антанте планирали да заједничким дејствима неутралишу Бугарску. Офанзива је била заказана за 20. август. Међутим, бугарска команда је била испред трупа Антанте и кренула у офанзиву 17. августа. Бугарска команда одлучила је да покрене прву већу офанзиву на Солунском фронту.
У трачком правцу бугарске трупе су заузеле градове Кавалу, Сер и Драму. Након тога, бугарске трупе су почеле да напредују по боковима у грчку Тракију и Македонију, како би створиле завојни положај за трупе Антанте. Јединице 1. бугарске армије заузеле су 23. августа висове у рејону Меглена и потиснуле српске трупе (које су овдје заузеле положаје) у рејону Флорине. Ове трупе би могле да се повежу са грчким трупама у Тесалији и угрозе позадину трупа Антанте која се налазе у рејону Вардара и Меглена. Након тога, Сареј је пребацио 3 француске пјешадијске дивизије, које су уз подршку српских јединца зауставиле даље напредовање бугарских трупа.
Бугарска војска је почела активна дејства и на вардарском и на трачком правцу. Бугарске трупе су заузеле бројна насеља у Грчкој потискујући савезничке снаге. Дијелови 1. бугарске армије заузели су Флорину, а бугарске јединице су интернирале 6373 војника, 464 официра и 15 артиљеријских оруђа грчке војске. Ове снаге су, уз дозволу грчке владе, одведене у Њемачку, гдје остају до краја рата. Ово је било од највеће важности, пошто ове трупе није користила грчка војска након што је Грчка ушла у рат на страни Антанте. Бугарске трупе су напредовала 80—90 км: стигавши до обале Егејског мора, линија фронта смањена је у просјеку за 100 км. Ова активна дејства Бугара осујетила су савезничку офанзиву.
Међутим, 1. септембра савезници у саставу пет британских, четири француске, шест српских, једне италијанске и једне руске пјешадијске дивизије покренули су офанзиву у правцу Флорине, Битоља, у циљу помоћи румунском фронту.
Српско-француске јединице су потиснуле 12. септембра јединице 8. бугарске пјешадијске дивизије и заузеле Горничево. Французи су 23. септембра заузели Флорину од Бугара, заробивши неколико бугарских топова. У висоравни, на планини Кајмакчалан, одиграла се битка између 1. бригаде 3. бугарске пјешадијске дивизије и Дринске дивизије српске војске. Бугари су уз помоћ артиљерије одбијали упорне насртаје Срба, што је српским трупама нанијело велике губитке. Послије упорних борби, услијед којих је врх неколико пута мијењао освајача, српске трупе су 30. септембра ипак успјеле да заузму планину. Међутим, српска војска је имала велике губитке, рачунајући само 5000 погинулих војника и официра.
Савезници су до 3. октобра потиснули Бугаре на линију са које су кренули у офанзиву.

### Борбена дејства крајем године
Послије ових успјеха, савезничке снаге су наставиле напредовање с циљем да заузму Битољ. У периоду октобар—новембар савезничке трупе (српске, руске и француске) извеле су офанзивну операцију, а бугарске трупе су 18. новембра напустиле Битољ по наређењу генерала Белова, команданта групе трупа Централних сила на Балкану. Француске и руске трупе су 19. новембра ушле у Битољ, чиме су савезничке снаге заузеле важно саобраћајно чвориште у Македонији. Нова линија фронта је пролазила сјеверно од Битоља: врх Црвена стијена (1248 м) — Маково (1050 м) — Градешница. Послије губитка Битоља, команда Централних сила је била принуђена да овај сектор фронта појача са неколико бугарских и њемачких дивизија, као и турским пјешадијским корпусом.
Заузимањем важне тачке у Вардарској Македонији — Битоља, савезничке снаге су обуставиле даљу офанзиву. Бугарска команда је на ово подручје пребацила додатне резерве (осам пјешадијских пукова) са других сектора фронта. Такође, њемачки пјешадијски батаљони стигли су у ово подручје са румунског ратишта, а турски пјешадијски корпус стигао је у рејон Струме.
Због несташице муниције и недостатка резерви, трупе Антанте су 11. децембра коначно прекинуле офанзиву. До тада, Сарајева армија била је развучена на широком фронту, 250 км од ушћа Струме, дуж цијелог фронта. Споро напредовање савезника није утицало на ситуацију на румунском ратишту.
Укупно, у непријатељствима од августа 1916. трупе Антанте су претрпјеле значајне губитке — 47.000 погинулих, рањених и заробљених. Бугарске и њемачке трупе током Битољске офанзиве су такође претрпјеле велике губитке, 61.000 погинулих, рањених и заробљених.
До краја 1916. Савезници су на Солунском фронту имали 18 пјешадијских дивизија (пет француских, пет британских, шест српских, једну руску и једну италијанску). Супротставило им се 11 пјешадијских дивизија Централних сила: осам бугарских, двије њемачке и једну турска.

### Исход кампање 1916. године
Као исход кампање 1916, трупе Антанте нису постигле главни циљ на Солунском фронту — повлачење Бугарске из рата. Бугарске трупе су се успјешно браниле на цијелом фронту, поред тога, водиле самосталне офанзивне операције. Недостатак резерви и потреба да се савезничким снагама осигура поуздана позадина били су главни проблеми команде Антанте 1916. на Балкану.
Такође, најважнији проблем за трупе Антанте била је епидемија маларије, од које је обољело 80.000 војника и официра савезничких трупа на Балкану. Бугарске трупе, чврсто у дефанзиви у планинским областима, нису дозволиле савезничким трупама да напусте тзв. маларичне долине у долини Вардара. Команда савезничких снага није имала времена да евакуише све болесне. Упркос предузетим превентивним мјерама, епидемија је настављена.
Такође, Антанта је 1916. предузела низ акција против Грчке, бојећи се да ће та земља ући у рат на страни Централних сила, иако је Грчка остала неутрална. Антанта је објавила поморску блокаду Грчке, захтијевала демобилизацију војске и морнарице, која је имала јака проњемачка осјећања. Због тога је грчка влада била принуђена да прихвати све захтјеве Антанте. Након тога, Савезници су преузели контролу над цјелокупном унутарполитичком ситуацијом у Грчком.

## Кампања 1917. године
План вођења рата на Солунском фронту за 1917. одобриле су земље Антанте 15. новембра 1916. на конференцији у Шантију. План је предвиђао повлачење Бугарске из рата. Планирано је да се изведе велика офанзива против бугарских трупа уз помоћ руско-румунских трупа. У те сврхе ојачане су савезничке војске у Солуну и већ у фебруару биле су 23 пјешадијске дивизије. Међутим, неуспјеси руско-румунских трупа ставили су тачку на ове планове.
У припремама за офанзиву на Солунском фронту настала је спорна ситуација између француске и британске команде. Британска команда је сматрала неприкладним напад на Солунски фронт, сматрајући да све напоре треба концентрисати на главну офанзиву у Француској. Заузврат, француска команда је сматрала да је сврсисходно покренути офанзиву на Балкану с циљем да се непријатељске трупе заробе током главне операција на Западном фронту. Дакле, командант генерал Сарај није могао у потпуности да се ослони на британске трупе. Заузврат, командант британских трупа Милн, био је у двојаком положају, примајући директива из Лондона и наређење од команданта савезничких снага Сараја.
Бугарска команда је 1917. планирала моћну офанзиву на Солунском фронту. Да би то учинила, Бугарска се обратила Њемачкој са захтјевом да пошаље 6 њемачких пјешадијских дивизија. Међутим, њемачка команда је одбацила план бугарских савезника и инсистирала на чисто одбрамбеним дејствима на Балкану. Као резултат тога, план бугарско-њемачка команда за 1917. био је чисто одбрамбени. Планирано је напуштање било каквих офанзивних дејстава, побољшање њихових положаја и позадинских линија комуникације.

### Борбена дејства
Офанзива савезника, чије су снаге износиле 660.000 људи (240.000 Британаца, 200.000 Француза, 130.000 Срба, 50.000 Италијана, 17.000 Руса и 23.000 Грка), заказана је за 25. април. Рано ујутру 25. априла, 86 тешких и 74 пољска топа британских трупа испалило је укупно 100.000 граната на бугарске положаје. Током неуспјешних напада Британаца на Дојранско језеро на положаје 9. бугарске пјешадијске дивизије, британске трупе које су напредовале претрпјеле су велике губитке. Савезници су поновили напад на Дојранско језеро 8. маја, али им ни то није донијело никакве резултате. За одбијање британске офанзиве, командант бугарске 9. дивизије пуковник Вазов унапријеђен је у чин генерал-мајора.
У марту, на планини Баба, француске дивизије напале су положаје 6. бугарске дивизије. Током артиљеријске припреме испаљено је више од 200.000 граната, али бугарски војници и официри, кријући се у бункерима, није претрпјели губитке. Послије тога су услиједиле жестоке борбе у планинама. Упркос жестоком отпору бугарских јединица, Французи су успјели да заузму врх Црвена стијена.
Међутим, бугарска команда је одлучила да поврати врх. По цијену великог напора, Бугари су успјели да ручну увуку и поставе шест артиљеријских оруђа на оближње брдо, одакле су француски положаји били јасно видљиви и доступни за гранатирање. Артиљеријско бомбардовање француских положаја почело је 18. маја. Бугарска артиљерија је почела да гранатира француске положаје на планинском врху, бугарска пјешадија је била наоружана новим њемачким бацачима пламена. Послије двочасовне артиљеријске припреме, бугарске трупе су почеле јуриш на врх, користећи гранате и бацаче пламена да сузбију сваки отпор. Погинуло је више од 5000 Француза, а Бугари су заробили 2 официра и 259 војника француске војске. Послије тога је на овом дијелу фронта наступило затишје, а трупе Антанте нису покушавале да поново заузму врх.
Неповољна ситуација на различитим секторима фронта и лоше вријеме приморали су команду Антанте 23. маја да обустави дејства на Солунском фронту. Током борби, губици савезника износили су 20.000 погинулих, рањених и несталих (11.000 Французи, 6100 Британаца и 900 Срба). Недостатак артиљерије у трупама Антанте био је један од главних разлога неуспјеха ових операција. Офанзива француских јединица почела је 8. маја, али је недостатак артиљерије и противнапад бугарских трупа приморао команду Антанте да заустави офанзиву. Заустављена је и офанзива српских трупа у рејону Црне ријеке.
Осим тога, у појединим француским јединицама, под утицајем војничких побуна у Француској, избијају војнички немири. Међутим, убрзо су сви немири потиснути од стране команде Антанте.

### Ступање Грчке у рат
Антанта је преузела све кораке да Грчка уђе у рат на њеној страни. Земље Антанте су 2. септембра 1916. Грчкој поставиле ултиматум у којем су захтијевале:
- пренос контроле над грчком поштом и телеграфијом на савезнике;
- чишћење Грчке од њемачких агената;
- изручење аустроугарских и њемачких бродова који су се склонили у грчке луке.

Грчка влада је била принуђена да прихвати све услове ултиматума. Истовремено, команда Солунског фронта је извршила државни удар у Солуну и тамо основала Привремену владу Грчке на челу са Елефтериосом Венизелосом (ватреним поборником уласка у рат на страни Антанте). Такође у Атини је образована још једна влада, под контролом Француза.
Уз ове мјере, земље Антанте су искрцале трупе и почеле да заузимају бродове Централни сила који су се налазили у грчким лукама. Тако су од 1916. у Грчкој постојале двије владе — легална влада у Атини и Венизелосова влада у Солуну. Земља је заправо била на ивици грађанског рата. Крајем године ситуација у Грчкој се погоршала. Присталице Венизелоса су 1. децембра, уз помоћ британско-француских трупа, подигле устанак у Атини како би преузеле власт. Међутим, владине трупе су успјеле да угуше побуну, док су Британци и Французи имали 250 погинулих. Након тога, Антанта је грчкој влади поставила ултиматум да најважније гране државне управе пренесе у руке савезника. Грчки краљ је био приморан да прихвати и ове услове.
Земље Антанте су 1917. наставиле да врше притисак на Грчку како би је увукле у рат. У име три „велике силе” (Велике Британије, Француске и Русије) земље Антанте су предале предсједнику владе Грчке Александросу Заимису захтјев за абдикацију грчког краља Константина I са пријестола. У исто вријеме, француске и италијанске трупе заузеле су Тесалију, Коринтску превлаку и Епир, да би зауставиле све врсте наступа грчких владиних трупа и герилских одреда. Краљ Константин I је 12. јула 1917. абдицирао и приморан је да напусти земљу. Нови краљ је постао Александар, други Константинов син. Александар је кренуо ка коначном ступању у рат на страни Антанте. Након што су земље Антанте успјеле да у потпуности преузму контролу над ситуацијом у Грчкој, укинуле су поморску блокаду земље.
Нови краљ је 27. јуна именовао Венизелоса за „легитимног” предсједника владе. Грчка је 29. јуна повукла своје амбасадоре из земаља Четворног савеза. Рат свим земљама Централног блока објавила је 2. јула 1917. године. У септембру је 80 француских официра стигло у Грчку ради мобилизације грчких оружаних снага. Тако су појачане снаге Антанте на Солунском фронту, а осигурана је и позадина савезничких снага.

### Исход кампање 1917. године
Крајем 1917. команданта савезничких снага на Солунском фронту генерала Сараја, смијенио је генерал Адолф Гијома. До краја кампање 1917, савезници су имали 23 дивизије (осам француских, шест српских, четири британске, три грчке, једну италијанску и једну руску) са укупно 600.000 људи.
Уопште, на Солунском фронту 1917. владало је затишје. Борбе на Балкану нису утицале на укупан ток рата. Бугарска команда није могла самостално да води веће офанзивне операције, а њемачка команда је била заузета борбама на Западном фронту и помагањем аустроугарској војсци на Италијанском фронту. Команда Антанте је такође била заузета извођењем офанзиве на Западу и борбом против револуционарног покрета у трупама. Такође, због иступања Русије из рата, све руске јединице су повучене са Солунског фронта. Тако су, с једне стране, снаге Антанте биле ослабљене, међутим, с друге стране, команда Антанте је осигурала друге трупе од револуционарне пропаганде, коју су често спроводили руски војници.
Борба Срба против окупаторских снага Централних сила имала је велики значај. Често су на територији Србије избијали устанци против окупаторских снага. Укупан број побуњеника у јужним крајевима Србије достигао је 13.000 људи. Међутим, слабо наоружани Срби нису могли дуго да се одупиру регуларним трупама Централних сила. Казнене експедиције брутално су разбиле устанак.
Важан догађај у историји Балкана догодио се 1917. године. На самом почетку Првог свјетског рата, српска влада је изјавила да води рат за ослобођење јужнословенских народа и њихово уједињење у оквиру заједничке државе. У Лондону је у априлу 1915. образован Југословенски одбор од представника националних покрета Јужних Словена са простора Аустроугарске, ради координације напора за рушење аустроугарске власти. На Крфу је 20. јула 1917. потписана декларација између Југословенског одбора и владе Србије којом је превиђено уједињење Србије, Црне Горе и јужнословенских земаља у јединствену независну земља на челу са краљем из српске династије Карађорђевић са равноправна три народа — Срби, Хрвати и Словенци.

## Кампања 1918. године
До почетка 1918. војно-политичка ситуација на Балкану се развијала у корист Антанте. Међутим, затишје се наставило на цијелом фронту, који је успостављен током друге половине 1917. године.
У марту 1918. команда Антанте је почела да проучава могућност преласка савезничких снага у офанзиву. Заузврат, везано са припремом велике офанзиве на Западном фронту, Њемачка је повукла све своје трупе са Солунског фронта и пребацила их у Француску. Бугарска војска је могла само да се брани. Да би спријечила пребацивање њемачких трупа на Запад са других фронтова, француска команда је наредила команданту савезничких снага на Солунском фронту генералу Гијому (којег је касније замијенио француски генерал Луј Франше д’ Епере) да учини све да се непријатељске снаге на Балкану вежу и да се не дозволи њихово пребацивање у Француску.
Прво је одлучено да грчке трупе напредују ка Тракији, а српска ка Вардару. Међутим, у јулу је француска команда промијенила план у ступање у општу офанзиву дуж цијелог Солунског фронта. План је одобрио Виши војни савјет Антанте 3. августа 1918. године.
Нови командант је 23. јула добио директиву о задацима предстојеће офанзиве. Главни циљ је био да се уништи „одбрамбена способност” бугарске војске и ослободио дио окупираних територија Србије и Грчке. Тек 3. августа савезничка команда доноси коначну одлуку о покретању офанзиве на Балкану.
Дуге припреме омогућиле су бугарској команди да сазна за предстојећу офанзиву. Бугари су чак знали и дан почетка операције. Из тог разлога бугарска команда је концентрисала резерве у позадини 1. бугарске армије и 11. њемачке армије. Међутим, ове мјере њемачко-бугарске команде биле су недовољне.
Прије одлучујуће офанзиве, борбена способност грчке војске изазвала је узбуну међу командом Антанте. Искусни проњемачки официри су 1917. протјерани из земље или отпуштени из војске. Током мјесних борби на струмичком правцу почетком 1918, на брзину обучене и слабо наоружане грчке трупе претрпјеле су велике губитке. На примјер, половина свих грчких губитака били су војници које су разнијеле сопствене гранате.

### Припреме за офанзиву
Војске Антанте заузеле су фронт дужине 350 км. Протезао се од Орфанског залива у Егејском мору кроз тежак планински терен до рејона Валоне на обали Јадранског мора. Савезничке трупе су се састојале од 29 дивизија (осам француских, четири британске, шест српских, једна италијанска и десет грчких) — укупно 667.000 људи и 2070 артиљеријских оруђа.
Централне силе у појасу Солунског фронта имале су 12 бугарских дивизија, консолидованих у четири армије (11. „њемачка”, 1, 2. и 4. бугарска) — укупно до 400.000 људи и 1138 артиљеријских оруђа.
У области око Доброг поља, током затишја, бугарске трупе су ојачале своје положаје. Створене су 2—3 линије ровова и бодљикаве жице. Међутим, бугарска команда је ову област сматрала неприступачном и вјеровала је да ће савезници ударити и на другим секторима фронта.
Крајем маја, грчке трупе (уз подршку француских снага) извеле су мјесну офанзивну операцију недалеко од ријеке Скра, која је имала ограничен исход. Мјесто предложеног продора изабрао је нови командант Еспере у планинским предјелима близу узвишења Добро поље. Пробојна дионица била је 15 км дуга. Поред тога, на Битољ је планиран и удар српских снага. Након тога је планиран напад сусједних британских и француских трупа. На десном крилу су француско-грчке трупе удариле у рејон масива Џена. Француске, грчке и италијанске трупе напале су на лијевом крилу. Британска армија је напредовала у рејону Вардара. У области Струме, грчке трупе су требале да вежу јединице 4. бугарске армије.
Савезничке армије почеле су да се припремају за офанзиву од првих дана августа. Српске трупе су извршиле неопходна прегруписавања. Француска коњичка група концентрисала се у области Флорине. Створени су нови путеви који су осигурали благовремену испоруке муниције трупама.
Српске и грчке трупе су имале главну улогу у предстојећој офанзиви, уз подршку британских и француских снага.

### Општа офанзива савезничких снага
Снажна артиљеријска припрема почела је ујутру 14. септембра 1918, међутим, упркос снажној ватри, није било могуће уништити инжињерску одбрану Бугара. Након што је артиљерија испалила велики број граната на бугарске положаје, савезничке снаге су прешле у офанзиву. Ујутру 15. септембра двије француске и једна српска дивизија напале су положаје 2. и 3. бугарске дивизије на висовима Ватреник и Добро поље. До вечери истог дана, фронт бугарске војске је пробијен на одсјеку од 15 м. Губици бугарских трупа били су 3000 заробљеника и 50 артиљеријских оруђа. Послије тога је пет српских дивизија уведено у борбу да би развиле успјех. Тада су услиједиле жестоке борбе између бугарских и српских трупа на низу висова које је српска војска успјела да заузме.
Француско-грчке трупе заузеле су положаје Бугара код масива Кожуф. Послије ових почетних успјеха, српске снаге су успјеле да потисну Бугаре назад преко Вардара и Струме. Услијед тога је савезничким снагама отворен пут у долину Вардара. Успјешне су биле и француске јединице које су дејствовале против јединица 11. њемачке армије. Једино су се у областима Дојранског језера бугарске трупе под командом генерала Вазова чврсто браниле. Међутим, до 18. септембра јаз на фронту бугарских трупа достигао је ширину од 25 км и дубину од 15 км. То је омогућило савезничкој команди да ваздухопловством и коњицом организује гоњење бугарских трупа у повлачењу. Савезничке трупе ушле су у долину Вардара и Струме. У офанзиви су активно учествовале ваздухопловство и коњица савезничких снага.
Офанзива савезничких снага је настављена. Српско-француске трупе су 19. септембра прешле Црну ријеку, након чега су српске јединице успјеле да потписну 11. армију назад у Прилеп. До 20. септембра продор је проширен на 45 км дуж фронта и 40 км у дубину. Схватајући тежак положај бугарске војске, њемачка команда је одлучила да пошаље своје трупе у Србију, надајући се да ће зауставити савезничку офанзиву у рејону Ниша. Српско-француско-грчке трупе су 21. септембра стигле до Вардара, заузевши Криволак. Тако је 11. армија била одсјечена од осталих бугарских јединица. До 22. септембра офанзивни фронт достиже 150 км. Савезничка команда 23. септембра уводи у борбу коњичку групу која је добила задатак да заузме Скопље и организује препад на позадину 11. њемачке армије. До 24. септембра, савезничке снаге су прошле зону средњег тока Вардара и Црне ријеке, настављајући енергичну офанзиву с циљем коначног опкољавања 11. армије.
Српске јединице су 26. септембра заузеле Велес, британске трупе су прешле државну границу и упале у Бугарску и заузеле Струмицу, пријетећи нападом на Софију. Истовремено је италијанска дивизија ушла у Крушево. Бугарске армије су се повлачиле цијелом дужином линије фронта. Бугарске јединице су напустиле хиљаде рањеника, јединица артиљерије, кола и других залиха и имовине. Фронт бугарске војске био је дубоко пресјечен, 11. армија била је у катастрофалној ситуацији. Код Велеса су током 26. септембра вођене жестоке борбе између француско-српских и бугарских трупа. Ово је 11. њемачкој армији могло дати више времена да се лако извуче из напада и у савршеном реду повуче. Међутим, у нади да ће задржати своје положаје и вјерујући да је остатак бугарских трупа већ зауставио повлачење, команда 11. армије одлучује да задржи своје положаје. Тако је команда 11. армије омогућила савезничким снагама да заврше опкољавање.
Срби су заузели Штип 29. септембра, истог дана француске јединице су фактички завршиле опкољавање 11. армије. Срби су могли да наставе офанзиву у рејону Струме, а могли су и да потисну 2. бугарску армију у повлачењу. Дијелове француских и италијанских трупа зауставили су Бугари на Великој ријеци. Такође, грчка 3. пјешадијска дивизија је заправо обуставила своје напредовање. Истог дана закључено је примирје између Бугарске и Антанте. Дијелови 11. армије наставили су борбу 30. септембра, јер нису знали за примирје. Међутим, након што су бугарске трупе обавијештене о прекиду непријатељстава, јединице 11. армије су положиле оружје. Наступајуће трупе заузеле су око 500 артиљеријских оруђа, 10.000 коња, огроман број разних залиха. Посебну улогу у овим догађајима имала су дејства коњице.

### Капитулација Бугарске
Почели су немири у бугарској војсци, влада земље је покушала силом да смири побуњене јединице, али је до 28. септембра већ 30.000 војника бугарске војске одбило да се бори. 217. њемачка пјешадијска дивизија, пребачена из Русије у Бугарску, успјела је артиљеријском и митраљеском ватром да заустави побуњене бугарске војнике на предграђу Софије. С обзиром на катастрофалну ситуацију, бугарска влада је журила да закључи примирје. Бугарска делегација (Иван Луков, Андреј Љапчев и Симеон Радев) закључила је примирје 29. септембра 1918. са командантом трупа Антанте на Солунском фронту, генералом Лујем д’ Епером.
По условима примирја, бугарске трупе су биле обавезне да одмах напусте све окупиране територије Србије и Грчке, бугарска војска је подвргнута демобилизацији (с изузетом мањих пјешадијских и коњичких јединица). Такође, трупе Антанте су се могле слободно кретати територијом Бугарске. Муниција, оружје и други материјали су се складиштили и држали под контролом трупа Антанте. Сви бугарски војници и официри који су се налазили западно од скопског меридијана проглашени су ратним заробљеницима (око 90.000 људи). Истовремено, сви ратни заробљеници трупа Антате који су били у бугарском заточеништву били су подложни ослобађању. Потписан је и тајни анекс, према којем су трупе Антанте имале право да заузму низ стратешких објеката у Бугарској, а савезници су добили право да контролишу поштанско-телеграфске комуникације у Бугарској.

### Крај борбених дејстава на Балкану
Као резултат повлачења Бугарске из рата, савезничке трупе су заузеле територију Бугарске и угрозиле њемачке јединице у Румунији. Такође, савезничке снаге су могле да изврше инвазију на границе Аустроугарске.
Српске трупе, настављајући ослобађање територије своје земље, заузеле су Ниш 12. октобра. Српске јединице су 1. новембра тријумфално ушле у Београд.
Поред тога, у Румунију су послате савезничке трупе (двије француске и једна британска дивизија). Француске коњичке јединице прешле су Дунав и заузеле положаје код Русеа и Свиштова. Пошто се Румунија повукла из рата, потписала је Букурешки споразум са Централним силама и била је окупирана. Међутим, уласком трупа Антанте на њену територију 10. новембра, влада, која се налазила у то вријеме у Јашију, објавила је мобилизацију и поново ушла у Први свјетски рат, објављујући рат Њемачкој. Осим тога, савезничке снаге су покренуле и офанзиву у правцу турске границе, стварајући пријетњу Истанбулу. Међутим, већ 11. новембра 1918, послије предаје свих својих савезника у Централном блоку, Њемачка је такође закључила примирје са земљама Антанте. Први свјетски рат је завршен.

## Исход рата на Балкану
Први свјетски рат на Балкану био је од великог значаја за све земље у регији.

### Аустроугарска
У условима офанзиве савезничких снага на Балкану и офанзиве италијанске војске на Италијанском фронту, аустроугарско руководство је схватило да је наставак рата узалудан. Крунско вијеће Аустроугарске је 2. октобра одлучило да усвоји „Четрнаест тачака” америчког предсједник Вилсона, да реформише државно уређење и да Јужним Словенима да аутономију. Међутим, земље Антанте су у новоствореним повољним условима одбиле да преговарају са аустроугарском страном и захтијевале хитно повлачење аустроугарских трупа са свих територија које су савезници заузимали.
У тим условима почела је револуција и распад земље. Политичке странке Јужних Словена у Аустроугарској, које су раније постављале захтјеве за аутономију у оквиру Двојне монархије, почеле су да се изјашњавају о идејама које захтијевају корјените промјене. На словенским просторима почели су да се образују народни одбори и вијећа. У Загребу је 5. октобра образовано Народно вијеће Словенаца, Хрвата и Срба. Аустроугарски монарх Карло I је 16. октобра издао указ о федерализацији Цислајтаније. Међутим, то није спасило Двојну монархију од пропасти. Народно вијеће у Загребу је 29. октобра објавило образовање Државе Словенаца, Хрвата и Срба. Под овим условима, Аустроугарска се 27. октобра обратила земљама Антанте са приједлогом склапања сепаратног мира. Аустроугари су 29. октобра пристали да закључе мир под било којим условима. Ови догађаји су били коначни подстицај који је довео да распада Четворног савеза. Аустроугарска је капитулирала 3. новембра 1918. године.

### Албанија
Упркос чињеници да је избијањем Првог свјетског рата Албанија прогласила неутралност, још 1914. грчке трупе су ушле у земљу. Почетком 1915. српске и црногорске трупе ушле су на територију Албаније. Послије образовања Солунског фронта, италијанске трупе су се искрцале у Албанију. Бугарске јединице су ушле у источне крајеве земље. У јесен 1916. француске и италијанске трупе су истјерале грчке јединице из јужне Албаније, које су подржавале краља Константина и биле дјелимично проњемачке. Након тога линија фронта између италијанских дивизија и аустроугарских трупа (која су ушле у Албанију након окупирања Црне Горе) пролазила је линијом Валона — Берат — Поградец. У априлу 1915. земље Антанте и Италија потписале су тајни уговор којим је превиђено окончање независности Албаније. По овом уговору послије рата планирана је подјела Албаније. Над средишњим дијелом земље требало је да се успостави италијански протекторат, сјеверне области би припале Србији и Црној Гори, а јужне Грчкој. По завршетку рата Албанци су почели да се боре против страних окупационих снага. Независност Албаније је обновљена 1920, а италијанске и југословенске трупе су принуђене да напусте земљу 1922. године.

### Бугарска
Савезничка офанзива у јесен 1918. на Солунском фронту имала је веома важне стратешке и политичке посљедице. Оне су довеле до повлачења Бугарске из рата и у великој мјери допринијеле каснијој капитулацији Турске. Бугарски цар је емигрирао из земље. Склапањем примирја са земљама Антанте, Бугарска је постала прва земља Централног блока која је иступила из рата.
Након тога, 27. новембра 1919. потписан је Нејски уговор између Антанте и Бугарске. Према одредбама овог мира, Бугарска је изгубила око 11.000 км² територије. Четири погранична округа, с градовима Царибродом, Струмицом и Босилеградом, припала су Краљевини Срба, Хрвата и Словенаца. Јужна Добруџа је враћена у састав Румуније. Западна Тракија је предата Грчкој, услијед чега је Бугарска изгубила излаз на Егејско море. Бројност бугарске војске није смјела да пређе 20.000 људи. Флота је смањена на десет бродова. Бугарска је такође била дужна да плати ратне одштете. У року од 37 година Бугарска је морала да савезницима исплати 2,25 милијарди златних франака. Осим тога, Бугарска је у виду накнаде штете морала Краљевини Срба, Хрвата и Словенаца и Грчкој да преда велику количину материјала, хране и других средстава.
Послије пораза у Првом свјетском рату, у Бугарској су се појавиле идеје реваншизма, због чега је земља касније у Другом свјетском рату стала на страну Осовине.

### Грчка
Грчка је у рат ступила 1917. године. Будући да је била у табору побједника, земља је добила значајне територијалне добитке. Територија Грчке је страдала од борбених дејстава. Фактичка војна дејства на територији Грчке, упркос проглашеној неутралности, почела су још 1916, када су уз дозволу грчке владе бугарске трупе заузеле низ територија у Грчкој. Међутим, страхујући од проњемачких осјећања међу грчким руководством, Антанта је спровела низ акција које су за циљ имале да осигурај улаз Грчке у рат на страни савезника. Грчка је тада објавила рат Централним силама.
Грчка влада је очекивала да ће послије рата значајно проширити територију земље. Већ 19. септембра 1918. грчки амбасадор у Великој Британији је саопштио да Грчка очекује да ће након рата обухватати Македонију, сјеверни Епир, Додеканез и источну Тракију. Поред тога, грчко руководство је такође полагало право на бројне територије Турске. Планирано је да послије пораза Турске у рату, турске територије у Малој Азији, гдје већину чине Грци, уђу у састав Грчке.
Међутим, земље Антанте су биле хладне према таквим иницијативама. Француска се, сматрајући да подјелу Турске треба извршити на конференцији великих сила, успротивила грчким иницијативама. Заузврат, Италија, која је имала напете односа са Грчком због Додеканеза и Албаније, подржавала је Француску и оштро се противила препуштању било ког дијела Албаније Грчкој. Предсједник владе Венизелос је 8. октобра 1918. дао гаранције савезницима да је Грчка спремна да настави рат против Турске до побједоносног краја. Тако би се грчке трупе могле појавити у Истанбулу, а у овој ситуацији и грчко руководство би могло да полаже право на Константинопољ. Међутим, Турска је 30. октобра 1918. потписала примирје са земљама Антанте и иступила из рата. Грчке трупе под мандатом Антанте су заузеле Смирну (1919). По окончању борбених дејстава, западна и источна Тракија су припале Грчкој (1920).
Послије побједе у рату с Турском, закључен је Севрски споразум. У Грчкој је идеја о стварању Велике Грчке постајала све популарнија. Тежње грчке владе за енозисом у почетку су уродиле плодом. Међутим, то је убрзо довело до почетка Грчко-турског рата, у којем је Грчка поражена. Након тога је ревидиран Севрски споразум и закључен Лозански мировни споразум. Источна Тракија, Измир и низ других територија враћене су Турској. Након потписивања мировног уговора између Грчке и Турске дошло је до размјене становништва.

### Румунија
Након повлачења Русије из рата, румунска влада је такође одлучила да потпише мировни споразум са Централним силама. Услови споразум били су тешки за Румунију. Мировни споразум је потписан 7. маја у Букурешту. Румунија је споразумом била дужна да се одрекне у корист побједника стратешки важних пограничних подручја богатих дрвећем и нафтом. Јужна Добруџа је предата Бугарској. Над сјеверном Добруџом, која је била предмет спорења између Турске и Бугарске, успостављена је заједничка управа држава Четворног савеза.
Међутим, након пробоја Солунског фронта и капитулације Бугарске, Румунија је 10. новембра 1918. објавила мобилизацију и поново ступила у рат на страни Антанте. То је донијело значајну корист Румунији, којој су послије рата препуштене Трансилванија, Буковина и дио Баната, а враћена и Јужна Добруџа.

### Србија
На грчком острву Крф 1917. представници Србије и Југословенског одбора потписали су декларацију о уједињењу Србије, Црне Горе и јужнословенских земаља Аустроугарске у независну јужнословенску државу, у којој ће бити проглашена равноправност три народа — Срба, Хрвата и Словенаца. На челу нове државе требао је да буде краљ из српске династије Карађорђевић.
У октобру 1918, српске трупе су пробијањем бугарског фронта потпуно ослободиле територију Србије од окупаторских трупа Централних сила. Истовремено, у Загребу је проглашена Држава Словенаца, Хрвата и Срба. Велики народни збор у Руми је 24. новембра 1918. донио одлуку о непосредном присаједињењу Срема Србији, а дан касније исту одлуку је донијела и Велика народна скупштина Срба, Буњеваца и осталих Словена у Банату, Бачкој и Барањи. Велика народна скупштина српског народа у Црној Гори је 26. новембра 1918. донијела одлуку о уједињењу Црне Горе са Србијом.
У Београду је 1. децембра 1918. објављено уједињење Краљевине Србије и Државе Словенаца, Хрвата и Срба у јединствено Краљевство Срба, Хрвата и Словенаца. Основу нове државе чинило је „југословенство”. У оквиру јединствене државе Срби, Хрвати и Словенци требало је да образују јединствен троједни југословенски народ. Међутим, овај концепт није признавао као народности представнике других националности — Босанских муслимана, Македонаца и Црногораца. Такође, несловенски народи — Албанци, Нијемци и Мађари — нашли су се у положају нежељених етничких мањина. У Македонији је вршена србизација, македонски говор је званично сматран дијалектом српскохрватског језика и забрањена је његова употреба у образовним институцијама и органима власти.  Истовремено, подстицана је и српска колонизација Косова, Метохије и Вардарске Македоније.
Политиком стварања Краљевства Срба, Хрвата и Словенаца значајно су скрајнути хрватски интереси. Политичари из редова Хрватске сељачке странке, главне хрватске политичке странке, били су присталице уређења Југославије као федеративне републике, док се српска влада опредијелила за унитарно-монархистичко устројство државе. Хрватска је морала да се одрекне својих вијековних институција на којима је почивала њена државност, као што су Сабор, жупаније и домобранство. Хрватски политичари су на мировној конференцији у Паризу 1919. представили захтјев за самоопредјељење хрватског народа, који је имао 157.000 потписа. „Хрватско питање” било је најакутније у међунационалним односима у Југославији. Краљевина СХС је 1929. званично преименована у Краљевину Југославију.

### Црна Гора
Црна Гора се повукла из рата 1916, када су аустроугарске трупе потпуно заузеле територију земље. У јануару 1916, након што су Аустроугари заузели пријестоницу краљевине Цетиње, почели су преговори аустроугарске делегације и представника Црне Горе о предаји црногорске војске. Тежак положај црногорских трупа, које су биле опкољене аустроугарским трупама и приковане уз море, приморао је црногорску страну да прихвати све услове Аустроугара. Међутим, под притиском Француске, краљ Никола је прекинуо све преговоре, а 19. јануара потписао указ о демобилизацији црногорске војске и побјегао у Италију. Остатак црногорске војске (око 3000 људи) заробиле су аустроугарске трупе.
Према Крфској декларацији, Црна Гора је требало да уђе у састав јужнословенске краљевине. Након што су српске трупе ослободиле територије Црне Горе од аустроугарских трупа, Црна Гора је 26. новембра званично ушла у састав Србије. Подгоричка скупштина и присталице уједињења са Србијом подржале су идеју о уједињењу двије краљевине и подржале српске трупе које су ушле на територију Црне Горе. Међутим, присталице свргнутог црногорског краља Николе I пружале су оружани отпор још неколико година, све до 1929, тражећи обнову независности Црне Горе.

### Разарања
Србија је претрпјела највише разарања и штете од рата на Балкану. Земља је разорена, предузећа уништена, привреда је била у паду. Штета су претрпјеле и територије Црне Горе, Грчке, Бугарске и Албаније на којима су вођена борбена дејства Солунске кампање.
Прве озбиљне посљедице рата у Србији јавиле су се већ у јесен 1914. године. Пошто је скоро цјелокупно радно способно мушко становништво земље регрутовано у војску, сјетва је прекинута. Након тога је у земљи почела несташица хране. Хљеб је нагло поскупио, а посебна тешка ситуација била је у градовима. Ситуацију су погоршавале бројне избјеглице из подручја гдје су се водила борбена дејства. Српска привреда је била готово потпуно уништена. Више од половине индустријских предузећа није функционисало. У Црној Гори је настала тешка ситуација.
У Бугарској, руководство земље се надало краткорочној кампањи с поразом Србије. Међутим, након стварања Солунског фронта, на привреду земље пао је тежак терет. У почетку је ситуација у Бугарској, захваљујући материјалној помоћи Њемачке, остала стабилна. До 1918. Њемачка је Бугарској пружала помоћ у износу од 50 милиона франака. Истовремено, њемачки монополи су продирали у бугарску привреду. Неки рудници бакра и угља прешли су у руке њемачких монополиста. Осим тога, извор разних сировина из Бугарске у Њемачку плаћао се обезвријеђеним њемачким папирмаркама, чији стваран број није могла утврдити ни Бугарска народна банка. Привреда бугарске није могла у потпуности да издржи дуготрајни рат. Ситуација у земљи је ескалирала 1918, када је становништво изморено од рата почело да тражи закључење мира. Два неуспјеха 1917. и 1918, систем рационирања је изазвао појачану активност љевичарских политичких снага: Пољопривредног савеза и комуниста, који су водили активну противратну пропаганду. Послије рата Бугарске је била принуђена да плати репарације и побједницима пребаци значајан број разних средстава.
Током година окупације Албаније, из земље је извезена огромна количина пољопривредних производа и индустријских сировина. Аустроугарске, италијанске и француске окупационе снаге вршиле су геолошка испитивања, ископавања и бушења без дозволе албанских власти. Борбена дејства која су вођена у земљи су уништила стотине села и неке градове. Упркос чињеница да Албанија није учествовала у рату, земља је много испаштала од окупационих снага и борбених дејстава на својој територији.
Први свјетски рат на Балкану нанио је велику штету свим земљама регије. На примјер, укупна штета од рата у Србији износила је 6 милијарди француских франака.

### Избјеглице и злочини над цивилима
Србији су нанијети најтежи губици Првог свјетског рата на Балкану. Страна окупације Србије и Црне Горе била је тежак терет за народе ових земаља.
Током борбених дејстава на Балкану стотине хиљада цивила је убијено, избјегло или изгубило кров над главом. Први злочини над цивилима забиљежени су почетком аустроугарске офанзиве у августу 1914. на територији Србије. Аустроугарске трупе су вршиле пљачку и насиље на српској територији.
С почетком аустроугарско-њемачке офанзиве у јесен 1915, сјећајући се на свирепост освајача из 1914, цивили су кренули у повлачење заједно са српском војском. Прво су Београђани напустили своје домове, а затим су им се придружили становници других мјеста. Убрзо су се одреди српске војске помијешали са избјеглицама, чини је број достигао 250.000 људи. Услови за повлачење били су веома тешки. Људи су трпели глад, тифус, бомбардовање и ваздушне нападе. Такође, аустроугарско-њемачке трупе су гониле колоне у повлачењу.
Њемачки новинар који је присуствовао овим догађајима је записао:
Крв надвојводе Франца Фердинанда, који је пао као мученик, испраће потоци српске крви. Присуствовали смо свечаном чину историјске одмазде. У јарцима, поред пута и у пустошима — свуда само лешеви изваљени по земљи у одјећи сељака или војника. Ту су и згрчене фигуре жена и дјеце. Да ли су убијени или су и само умрли од глади и тифуса? Вјероватно овдје леже дуже од једног дана, пошто су им лица већ унакажена уједима дивљих грабљивица, а очи су им вране одавно повадиле.
На острво Крф је евакуисано 150.000 савезника у одступању, али су људи наставили да умиру и овдје, остављајући преко 10.000 сирочади.
Аустроугарске, бугарске и њемачке трупе, као и албански оружани одреди, брутално су угушили Топлички устанак на југу Србије 1917. године. Гушење српске побуне пратиле су репресалије над побуњеницима, цивилима и свештенством. На примјер, током окупације на простору Косова и Метохије од 1915. до 1918. убијена су 22 свештеника Српске православне цркве.
На српској територији су посебно окрутне биле јединице аустроугарске војне полиције (шуцкори) основане 1908. у Босни и Херцеговини. Током Првог свјетског рата Шуцкори су служили као нерегуларна милиција на окупираним српским територијама. Шуцкори су претежно били попуњени муслиманским становништвом БиХ и током Првог свјетског рата починили су многе ратне злочине. За Србе из Босне и Херцеговине, као и српске ратне заробљенике, Аустроугари су крајем 1915. основали концентрациони логор у Добоју.
У окупираној Србији и Црној Гори вођена је стална борба против окупаторских снага, често су избијали устанци, а са офанзивом савезника Срби су активно учествовали у протјеривању окупатора са подручја Србије.
Окупација Албаније од 1914. до 1920. под српским, црногорским, грчким, италијанским, француским и аустроугарским трупама и снабдијевање окупационих трупа веома су оптерећивали албанско становништво. Успостављање позиционе линије фронта прекинуло је тржишне везе, почеле су потешкоће са снабдијевањем градова. Међутим, и прије успостављања позиционог фронта у Албанији ситуација је била критична. На примјер, у црногорској окупационој зони 1915. било је случајева глади међу мјесним становништвом.
Градско становништво је знатно порасло због прилива избјеглица, које су бјежале са подручја гдје су вођена борбена дејства између Италијана и Аустроугара. Под овим условима почео је огроман раст цијена, земља је била преплављена страним валутама. Посебно тешки услови за становништво били су у аустроугарској зони окупације. Поред реквизиције стоке и пољопривредних производа, Аустроугари су мобилисали становништво у аустроугарске јединице. Све то је повећало незадовољство Албанаца и често доводило до сукоба између мјесног становништва и аустроугарских трупа. Током Првог свјетског рата 10.000 Албанаца је убијено, умрло од глади или епидемија.

### Дезертерство и војнички устанци
Почетком борбених дејстава у аустроугарској војсци на Балкану забиљежени су чести случајеви дезертерства. Током кампање 1914. из редова аустроугарске војске дезертирало је 35.000 војника словенских националности: Срба, Хрвата, Чеха, Словенаца, Словака и других словенских народа. Значајан број ових војника прешао је на страну српске војске и касније учествовао у биткама против трупа Централних сила. Сличан проблем је постојао и у српској војсци. Становништво Македоније, коју је Србија ослободила 1913, сматрало је да је рат дјело Срба. Бугарско становништво у Македонији је преовладавало. О томе свједоче и подаци руских конзула у македонским земљама. Македонски Бугари нису хтјели да се асимилирају у српску средину. Већ 1913. подигнута су два противсрпска устанака — Тиквешки 15. јуна и Охридско-дебарски 9. септембра. Оба устанка су српске трупе сурово угушиле, уз значајне губитке међу цивилним становништвом, након чега се Унутрашња македонско-једренска организација (ВМОРО) окренула терористичким актима и герилској борби против српске власти у Македонији. Македонци су избјегавали регрутовање, а на фронту су дезертирали или су се радије предавали. С тим у вези, српска команда је настојала да пошаље Македонце на службу у позадину.
Послије образовања Солунског фронта 1916, долази до масовног братимљења између бугарских и руских војника. До масовних војничких немира дошло је 1917. у редовима француских експедиционих снага. Под утицајем војничких побуна у Француској, француских војници на Балкану су такође тражили закључење мира и прекид рата. Међутим, командант савезничких снага генерал Сарај оштро је реаговао на захтјеве војника, одбијајући сваку могућност.
Забиљежени су чести случајеви дезертерства из грчке војске. Регрути позвани из Атине, Ларисе, Ламије и Патре нису имали патриотска осјећања и нису хтјели да се боре. У јануару 1918. побунили су се грчки одреди из Ламије и Лариса, али након посјете краља Александра ситуација се нормализовала.
Ипак, на крају рата избио је најмасовнији војнички устанак на Балкану. Бугарски војници, уморни од дугог рата, побунили су се, захтијевајући скоро закључење примирја. До 28. септембра 1918. број побуњених војника достигао је 30.000. Дио побуњеника је кренуо ка Софији, што је изазвао панику у пријестоници. Међутим, у помоћ бугарским савезницима стигла је 217. њемачка дивизија, која је успјела да заустави побуњенике. Међутим, то Бугарској није помогло. Истог дана окончана су борбена дејства на Балкану.

### Жртве
Србија је у Првом свјетском рату претрпјела највеће губитке на Балкану. Број српски жртава у рат није прецизно утврђен, различити извори наводе различите бројеве српских жртава. Према совјетском демографу Борису Урланису, губици српске војске износили су 165.000 мртвих, несталих и подлеглих ранама. Укупно губици Србије износили су 340.000 погинулих. Постоје и други подаци о броју српски жртава: према британском ратном одјељењу (1922), у борби је погинуло 45.000 српских војника, а нестало 82.535 војника и официра. Амерички истраживач Ајрес износи бројку од 120.000 погинулих српских војника. Према подацима владе Југославије из 1924, током рата погинуло је 365.164 српска војника и официра, али тачност те бројке доводи у питање. Постоје докази и о већим српским губицима. Током војних дејстава, глади и болести, страдало је или умрло око 735.000 становника Србије, односно више од 15% укупног становништва земље. Послије рата у земљи је остало 164.000 ратних војних инвалида и много сирочади.
Према Урланису, војни губици Црне Горе износили су 15.000 погинулих, рањених и заробљених. Током борбених дејстава на територији Црне Горе убијено је око 10.000 цивила. Црна Гора је укупно имала 35.000 војних и цивилних жртава. Према Мајклу Клодфелтеру, црногорска војска је изгубила 3000 људи убијених у борби и 7000 несталих. Југословенска влада је 1924. констатовала да су губици црногорске војске износили 13.325 убијених, несталих и подлеглих ранама, од којих је 2000 умрло у заробљеништву.
Британске експедиционе снаге су изгубиле око 5000 људи на Балкану. Према италијанском војном посматрачу Виљарију, француске трупе су током борби на Балкану изгубиле око 20.000 људи. Губици италијанске војске на Балкану износили су 18.000 погинулих, рањених, заробљених и несталих војника, од којих је 2841 погинуо у борби. Губици грчке војске износили су између 9000 и 11.000 мртвих, несталих и подлеглих ранама. Према Урланису, укупни губици грчке војске у рату износили су око 26.000 мртвих и несталих. Поред тога, око 5000 грчких цивила је погинуло током борбених дејстава у земљи.
Бугарски губици били су 62.000 убијених, несталих и подлеглих ранама. Укупни губици бугарске војске износили су 87.500 људи. Према другим изворима, губици бугарске војске износили су 101.224 војника и официра. Током рата, 48.917 је погинуло у борби, 13.198 је подлегло ранама, 888 је умрло несрећним случајем, 24.497 је умрло од болести, а 8000 бугарски војника је умрло у заробљеништву. У Бугарској је током рата, у поређењу са предратним бројкама, повећана стопа смртности међу цивилима због несташице хране, поред тога, око 5000 цивила је погинуло током борби.
Према публикацији Österreich-Ungarns letzter Krieg објављеној у Бечу 1930, аустроугарска војска је од августа 1914. до фебруара 1915. на Балканском фронту у борбама изгубила 28.276 војника, 122.122 је рањено, 76.690 је заробљено и нестало, а 46.716 умрло од болести.
Према руском новинару Вадиму Ерлихману, око 80.000 Хрвата, Словенаца и босанских муслимана у редовима аустроугарске војске погинуло је у борби, нестало и подлегло ранама. У затворима и концентрационим логорима Аустроугарске страдало је око 30.000 Јужних Словена. Према његовима подацима, на свим територијама које су 1918. образовале Краљевину Срба, Хрвата и Словенаца (данашња Словенија, Хрватска, Босна и Херцеговина, Србија, Црна Гора и Сјеверна Македонија) страдало је око 996.000 људи.

## У култури
Први радови посвећени Првом свјетском рату на Балкану почели су да се појављују одмах по избијању борбених дејстава. Тако је већ 27. јула 1914. љубљански лист „Словенец” објавио пјесму словеначког националисте Марка Натлачена „Србе на врбе!”, у којој позива на освету за убиство Франца Фердинанда.
Избијањем рата, чувени филмски студио Ђоке Богдановића у Београду почиње да снима прве операције на Балкану, Богдановић и руски фотограф Самсон Чернов снимају борбе у Срему и битку за Земун у септембру 1914. године. Међутим, након окупације Србије, филмски студио је потпуно обуставио рад. Снимке даљих војних операција на Балкану снимили су страни сниматељи и то у веома малим количинама.
У балканским земљама снимљено је много играних и документарних филмова, чија је радња заснована на догађајима из Првог свјетског рата на Балкану. У Југославији (касније у Србији) снимани су филмови о Церској бици (филм „Марш на Дрину” (1964)), Колубарској бици (филм „Колубарска битка” (1990)), повлачењу српске војске преко Албаније (филм „Гдје цвјета лимун жут” (2006)) и др. Српски редитељ Срђан Драгојевић је 2009. снимио филм „Свети Георгије убива аждаху”. Овај филм је постао један од најскупљих филмова српске кинематографија са буџетом од око 5 милиона евра. Радња филма се одвија у српском селу између Првог балканског и Првог свјетског рата. Исте године редитељ Срђан Карановић снима драму „Беса”, чија се радња одвија у Србији током Првог свјетског рата.
Послије повлачења српске војске 1915. и пада Србије под окупацију трупа Централних сила, пјесма „Тамо далеко” постала је веома популарна у Србији. У пјесми српски војник пјева о свом разрушеном селу, о цркви у којој се вјенчао и о тужном повлачењу током којег је изгубио многе саборце. Послије је пјесма постала веома популарна у Србији, посебно међу српским емигрантима који су напустили земљу послије Другог свјетског рата.
У Бугарској је Први свјетски рат доживљаван као ослободилачки, јер се вјеровало да се бугарска војска бори за историјске бугарске територије, на којима живи значајан број Бугара. Већина бугарских политичара је жељела да Македонију припоје Бугарској. Након што су Вардарску Македонију заузеле бугарске трупе, бугарска влада је 1915. почела са бугаризацијом мјесног становништва. У те сврхе су укључене бугарски књижевници. Од 1913. познати бугарски пјесник Иван Вазов почиње да објављује збирке пјесама „Пјесме о Македонији”. Бугарске власти су ове стихове користиле као оруђе у идеолошкој борби против Срба. Међутим, касније је и сам Вазов осудио своја дјела.